# Lista de personagens de Supergirl
Supergirl é uma série de televisão americana desenvolvida por Greg Berlanti, Ali Adler e Andrew Kreisberg, baseado nos personagens criados por Jerry Siegel e Joe Shuster na franquia do "Superman" e na personagem Supergirl de Al Plastino e Otto Binder. Melissa Benoist é a protagonista da série Kara Zor-El / Kara Danvers / Supergirl, que também conta com Mehcad Brooks, Chyler Leigh, Jeremy Jordan, David Harewood e Calista Flockhart. E com Chris Wood, Floriana Lima, Katie McGrath, Odette Annable, Jesse Rath, Sam Witwer, Nicole Maines, April Parker Jones, Azie Tesfai, Andrea Brooks, Julie Gonzalo, Staz Nair e John Cryer se juntando em temporadas posteriores. Além dos personagens originais, vários outros personagens do universo da DC Comics também aparecem ao longo da série. Na sua primeira temporada, Supergirl foi transmitida pelo canal CBS, e a partir da segunda temporada passou a ser transmitida pela emissora The CW.
A série segue a refugiado kryptoniana e prima biológica do Super-Homem, Kara Zor-El (Benoist), que depois de esconder seus poderes na Terra por mais de uma década, se torna o super-heroína de National City como Supergirl, lutando contra ameaças extraterrestres e sobrenaturais, mentes criminosas, pela galeria de vilões de seu primo, encontrando uma comunidade emergente de meta-humanos dentro de seu mundo adotivo e indivíduos de universos paralelos. Supergirl também lida com os medos da população da Terra e a hostilidade contra extraterrestres e outros seres com superpotências, levando-a a conflitos com o industrial Maxwell Lord (Peter Facinelli), o pai de Lucy Lane (Jenna Dewan), general Sam Lane (Glenn Morshower) e o Projeto Cadmus. Ela é ajudada por alguns amigos e familiares próximos que guardam seus segredos - principalmente o amigo de longa data de seu primo, James Olsen (Brooks), sua irmã adotiva, Alex Danvers (Leigh), e o sobrevivente marciano J'onn J'onzz (Harewood).
A seguir se apresenta a lista de personagens apresentados na série. Muitos dos personagens que apareceram na série são adaptados de personagens da DC Comics.

## Visão Geral
| Elenco Principal                            |                     |            |              |              |              |              |
| Kara Zor-El / Kara Danvers / Supergirl      | Melissa Benoist     | Principal  | Principal    | Principal    | Principal    | Principal    |
| Linda Lee / Snowbird / Filha Vermelha       | Melissa Benoist     |            |              | Participação | Principal    |              |
| James Olsen / Guardião                      | Mehcad Brooks       | Principal  | Principal    | Principal    | Principal    | Recorrente   |
| Alexandra "Alex" Danvers                    | Chyler Leigh        | Principal  | Principal    | Principal    | Principal    | Principal    |
| Winslow "Winn" Schott Jr. / Homem-Brinquedo | Jeremy Jordan       | Principal  | Principal    | Principal    |              | Recorrente   |
| J'onn J'onzz / Caçador de Marte             | David Harewood      | Principal  | Principal    | Principal    | Principal    | Principal    |
| Cat Grant                                   | Calista Flockhart   | Principal  | Recorrente   | Participação | Participação |              |
| Mon-El                                      | Chris Wood          |            | Principal    | Principal    |              | Participação |
| Maggie Sawyer                               | Floriana Lima       |            | Principal    | Recorrente   |              |              |
| Lena Luthor                                 | Katie McGrath       |            | Recorrente   | Principal    | Principal    | Principal    |
| Samantha Arias / Régia                      | Odette Annable      |            |              | Principal    |              | Participação |
| Querl Dox / Brainac 5                       | Jesse Rath          |            |              | Recorrente   | Principal    | Principal    |
| Ben Lockwood / Agente da Liberdade          | Samuel Witwer       |            |              |              | Principal    | Participação |
| Nia Nal / Sonhadora                         | Nicole Maines       |            |              |              | Principal    | Principal    |
| Lauren Haley                                | April Parker Jones  |            |              |              | Principal    | Participação |
| Kelly Olsen                                 | Azie Tesfai         |            |              |              | Recorrente   | Principal    |
| Eve Teschmacher                             | Andrea Brooks       |            | Recorrente   | Recorrente   | Recorrente   | Principal    |
| Andrea Rojas                                | Julie Gonzalo       |            |              |              |              | Principal    |
| William Dey                                 | Staz Nair           |            |              |              |              | Principal    |
| Mar Novu / Monitor                          | LaMonica Garrett    |            |              |              | Participação | Principal    |
| Elenco Recorrente                           |                     |            |              |              |              |              |
| Jeremiah Danvers                            | Dean Cain           | Recorrente | Recorrente   |              |              |              |
| Eliza Danvers                               | Helen Slater        | Recorrente | Participação | Participação | Participação |              |
| Agente Vasquez                              | Briana Venskus      | Recorrente | Participação | Participação |              |              |
| Astra In-Ze                                 | Laura Benanti       | Recorrente |              |              |              |              |
| Alura Zor-El                                | Laura Benanti       | Recorrente | Participação |              |              |              |
| Alura Zor-El                                | Erica Durance       |            |              | Recorrente   |              | Participação |
| Leslie Willis / Curto-Circuito              | Brit Morgan         | Recorrente | Participação | Participação |              |              |
| Non                                         | Chris Vance         | Recorrente |              |              |              |              |
| Maxwell Lord                                | Peter Facinelli     | Recorrente |              |              |              |              |
| Lucy Lane                                   | Jenna Dewan-Tatum   | Recorrente |              |              |              |              |
| Sam Lane                                    | Glenn Morshower     | Recorrente |              |              |              |              |
| Siobhan Smythe / Banshee Prateada           | Italia Ricci        | Recorrente |              |              |              |              |
| Indigo                                      | Laura Vandervoort   | Recorrente |              |              |              |              |
| Kal-El / Clark Kent / Superman              | Tyler Hoechlin      | Substituto | Recorrente   |              | Participação | Participação |
| Lillian Luthor                              | Brenda Strong       |            | Recorrente   | Participação | Recorrente   | Participação |
| M'gann M'orzz / Miss Marte                  | Sharon Leal         |            | Recorrente   | Participação |              |              |
| Demos                                       | Curtis Lum          |            | Recorrente   | Participação |              |              |
| Olivia Marsdin                              | Lynda Carter        |            | Recorrente   |              | Participação |              |
| Snapper Carr                                | Ian Gomez           |            | Recorrente   |              |              |              |
| Lyra Strayd                                 | Tamzin Merchant     |            | Recorrente   |              |              |              |
| Rhea                                        | Teri Hatcher        |            | Recorrente   |              |              |              |
| Lar Gand                                    | Kevin Sorbo         |            | Recorrente   |              |              |              |
| Carl Lumbly                                 | M'rynn J'onzz       |            |              | Recorrente   | Participação | Participação |
| Selena                                      | Anjali Jay          |            |              | Recorrente   |              | Participação |
| Ruby Arias                                  | Emma Tremblay       |            |              | Recorrente   |              |              |
| Morgan Edge                                 | Adrian Pasdar       |            |              | Recorrente   |              |              |
| Thomas Coville                              | Chad Lowe           |            |              | Recorrente   |              |              |
| Imra Ardeen / Moça de Saturno               | Amy Jackson         |            |              | Recorrente   |              |              |
| Julia Freeman / Pureza                      | Krys Marshall       |            |              | Recorrente   |              |              |
| Lex Luthor                                  | Jon Cryer           |            |              |              | Recorrente   | Recorrente   |
| Mercy Graves                                | Rhona Mitra         |            |              |              | Recorrente   |              |
| Ottis Graves                                | Robert Baker        |            |              |              | Recorrente   | Participação |
| Raymond Jensen / Parasita                   | Anthony Konechny    |            |              |              | Recorrente   |              |
| Mackenzie                                   | Jaymee Mak          |            |              |              | Recorrente   |              |
| Phillip Baker                               | Bruce Boxleitner    |            |              |              | Recorrente   |              |
| Lydia Lockwood                              | Sarah Smyth         |            |              |              | Recorrente   |              |
| George Lockwood                             | Graham Verchere     |            |              |              | Recorrente   |              |
| Manchester Black                            | David Ajala         |            |              |              | Recorrente   |              |
| Sarah Walker                                | Francoise Robertson |            |              |              | Recorrente   |              |
| Malefic J'onzz                              | Phil LaMarr         |            |              |              | Participação | Recorrente   |

## Elenco Principal

### Kara Zor-El / Kara Danvers / Supergirl

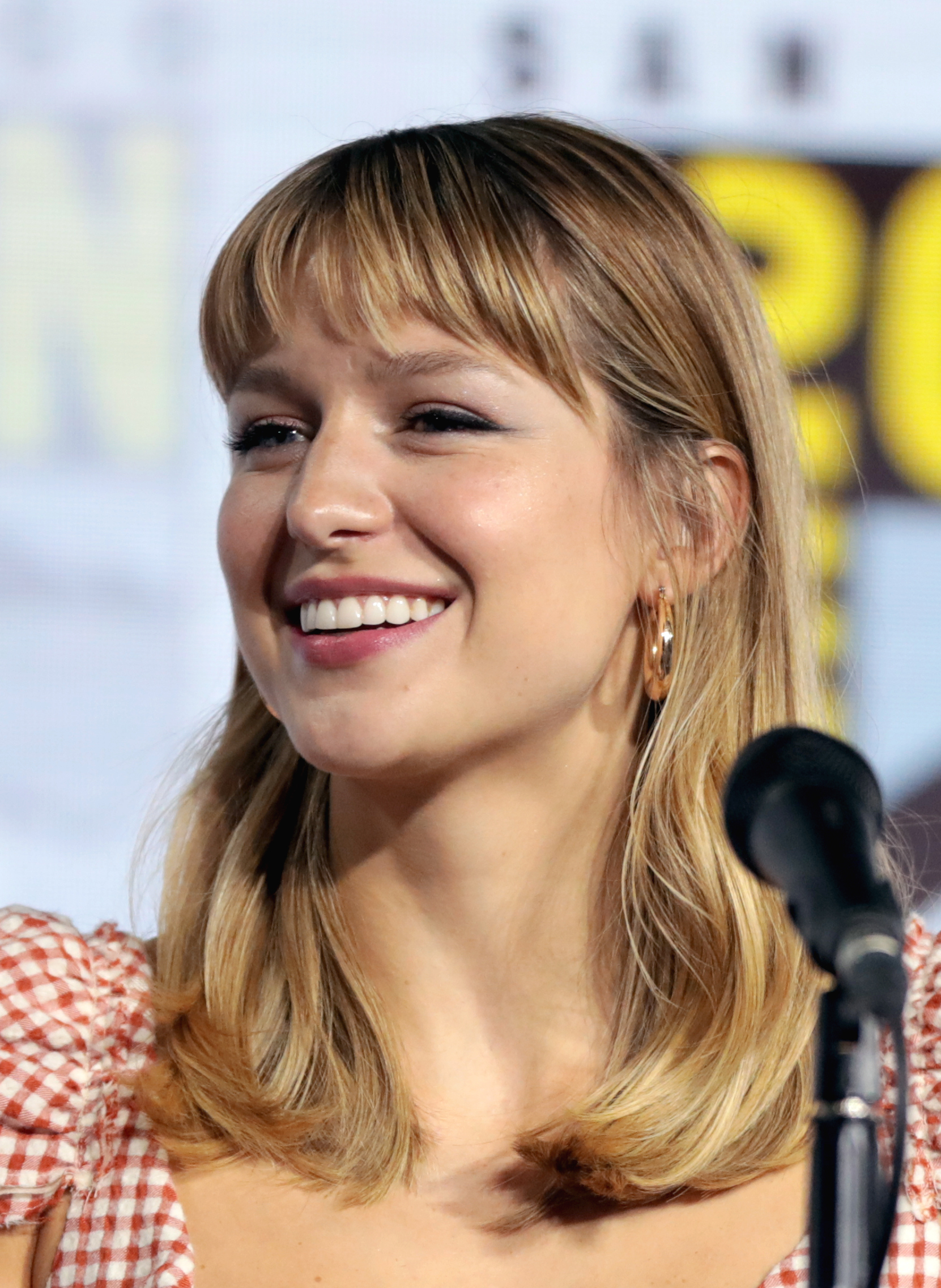
Melissa Benoist

Kara Zor-El / Kara Danvers / Supergirl (interpretada por Melissa Benoist; primeira temporada - atual) é uma kryptoniana de 24 anos que mora em National City, que deve assumir seus poderes depois de escondê-los por muito tempo. Ela ajuda sua irmã adotiva, Alex Danvers, como parte do Departamento de Operações Extranormais (DEO). Ela descobre a verdade que seu pai adotivo, Jeremiah Danvers, também trabalhou para o DEO, para que eles não capturassem Kara. Os colegas de Alex na DEO ajudam Kara a aperfeiçoar seus poderes.  Kara tem um emprego diário, trabalhando como assistente de Cat Grant na CatCo. Kara descobre a existência de metahumanos e do multiverso quando faz amizade com Barry Allen, também conhecido como Flash, um super-herói de uma Terra paralela (Terra-1). Benoist expressou sua empolgação por interpretar o personagem e ser capaz de "(contar) uma história sobre um ser humano realmente percebendo seu potencial e sua força". Claire Holt e Gemma Atkinson foram consideradas para o papel.  Malina Weissman e Izabela Vidovic interpretam uma versão mais jovem de Kara.
Na segunda temporada, Kara lida com a disputa entre a população nativa da Terra e a comunidade extraterrestre e luta contra seus sentimentos românticos pelo príncipe Daxamita Mon-El. Ela descobre que Superman era membro da D.E.O., tornando-a sua sucessora na organização. Ela se torna amiga da meia-irmã paterna de Lex Luthor, Lena, e se torna alvo da mãe de Luthor, Lilian, líder do Projeto Cadmus, uma organização agora dedicada à exploração e destruição de todos os alienígenas. Os adversários de Kara incluem a mãe de Mon-El, Rhea, que quer recuperar seu filho, o príncipe de Daxam, e invadir a Terra. Kara também se torna um super-herói visitante da Terra-1 e uma aliada recorrente de seus heróis, incluindo o melhor amigo de Barry, Oliver Queen, o Arqueiro Verde.
Na terceira temporada, Kara lida com a ameaça de Selena e as Destruidoras de Mundos, incluindo uma nova personagem, Samantha "Sam" Arias / Régia, outra refugiada de Krypton que inicialmente não tem conhecimento de suas origens e de sua personalidade maligna. Eventualmente, Sam e Régia são fisicamente separados, e Sam destrói Régia à custa de sua própria vida e de outras pessoas. Kara viaja no tempo para salvar Sam e impedir o sacrifício de Mon-El e da mãe de Kara, Alura, que sobreviveu a Krypton. Kara leva o Harun-El (Kriptonita Negra) com Sam e Régia para a Fonte de Lilith, derrubando Régia. Sem que ela soubesse, e no fim, outra Kara aparece na fronteira da Sibéria.
- Durante o crossover "Crise na Terra-X", Benoist também interpreta Overgirl, uma fascista de universo paralelo de sua personagem, de um mundo governado pelos nazistas, a Terra-X. Overgirl também são chamados por Harry Wells e Cisco Ramon como Supergirl-X e Kara-X. Na Terra-X Kara Zor-El é casado com o Führer da Terra-X, o doppelgänger de Oliver Queen, o Arqueiro Negro. Depois que o coração de Overgirl está danificado, seu marido tenta e falha ao tentar roubar o coração de Kara para substituí-lo. Overgirl morre em uma supernova explodindo no espaço.

#### Filha Vermelha
Na quarta temporada, Kara lida com uma nova onda de sentimentos anti-alienígenas do público, tanto como Supergirl quanto como repórter da CatCo. A hostilidade é secretamente orquestrada por Lex Luthor. O clone replicado de Harun-El, de Kara, Filha Vermelha (também interpretado por Benoist), está no país Kasnia, onde está sendo testada e treinada por suas forças militares. Mais tarde, é revelado que isso faz parte do mais recente esquema de Luthor para derrotar Supergirl e Superman. Filha Vermelha não tem lembranças ou conhecimento de sua origem, e ela vê Luthor como um mentor. Ela fala russo fluentemente. O clone de Kara é eventualmente traído e presumivelmente morto por Luthor depois que ela completou sua parte do plano dele. Filha Vermelha sacrifica sua vida para dar a Supergirl a oportunidade de derrotar Lex Luthor.

### James Olsen / Guardião

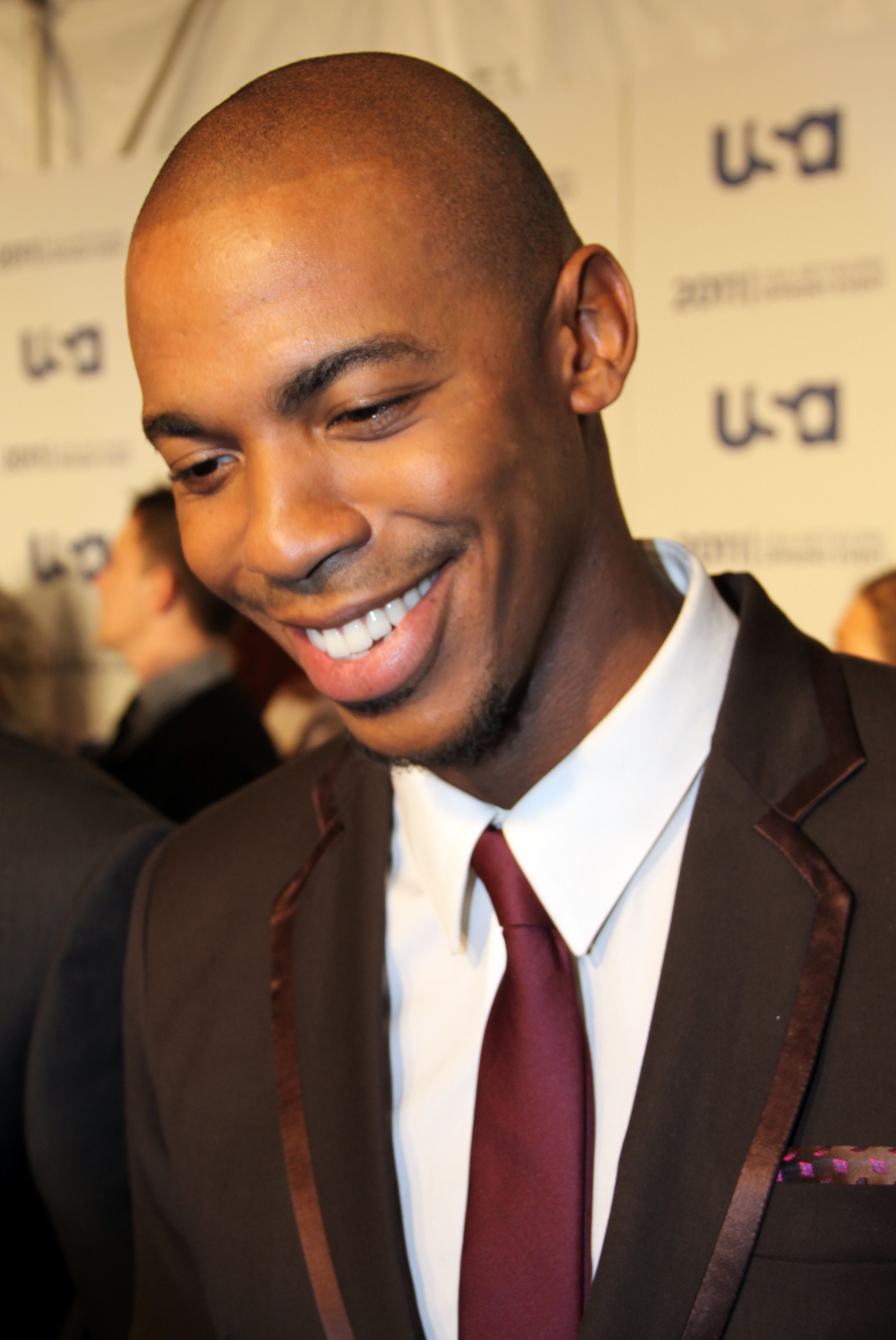
Mehcad Brooks

James Olsen (interpretado por Mehcad Brooks; temporada 1–5) é um ex-fotógrafo do Planeta Diário que se mudou para National City e se tornou o novo diretor de arte da empresa de mídia de sua ex-colega, Cat Grant, a CatCo Worldwide Media. Ele é um potencial interesse amoroso por Kara. Entre uma das suas razões para se mudar pelo país, está sua separação com sua noiva Lucy Lane (com quem ele se reconciliou desde então), e ficar de olho na recém-revelada Supergirl para Superman, que o considera um amigo íntimo. Enquanto trabalhava no Planeta Diário, James recebeu o Prêmio Pulitzer por tirar a primeira foto do Superman.
Na segunda temporada, embora inicialmente atraídos um pelo outro, James e Kara decidiram que eles são incompatíveis como casal, mas continuam amigos. Com a ajuda de Winn, James se torna Guardião. Ele também foi nomeado CEO interino da CatCo depois que Cat Grant tirou uma licença sabática da empresa.
Na terceira temporada, James e Lena Luthor começam um relacionamento. No final da terceira temporada, James se revela ao público como o Guardião.
Na quarta temporada, James trabalha para ajudar a Supergirl quando se trata de lidar com os Filhos da Liberdade. Depois que CatCo imprime uma história sobre a marcha alienígena, James é baleado por um atirador invisível. Foi descoberto que o atirador era um Otis que se pensava estar morto que sobreviveu ao ataque Hellgrammite. Depois de ser injetado com um soro Harun-El, enquanto lida com um estresse traumático, James começa a desenvolver habilidades metahumanas semelhantes às dos kryptonianos. Durante a luta contra o Agente da Liberdade em Shelly Island, James e o Agente da Liberda removem o soro Harun-El um do outro.
Na quinta temporada, James é substituído por Andrea Rojas como editora-chefe da CatCo e sai depois de se recusar a apoiar seus planos sensacionalistas. Mais tarde, ele deixa National City e volta para sua cidade natal, Calvinville, para assumir o jornal.
- Brooks retrata brevemente uma versão do universo paralelo de seu personagem da Terra-X, onde ele era membro de uma resistência subterrânea contra o Novo Nazismo, os Lutadores da Liberdade. Este James Olsen / Guardião é morto pelo Arqueiro Negro depois de uma briga.

- Na quarta temporada do crossover Elseworlds, Brooks interpreta a versão Terra-1 de Olsen, que trabalha como guarda-costas de Cisco Ramon.

### Alex Danvers

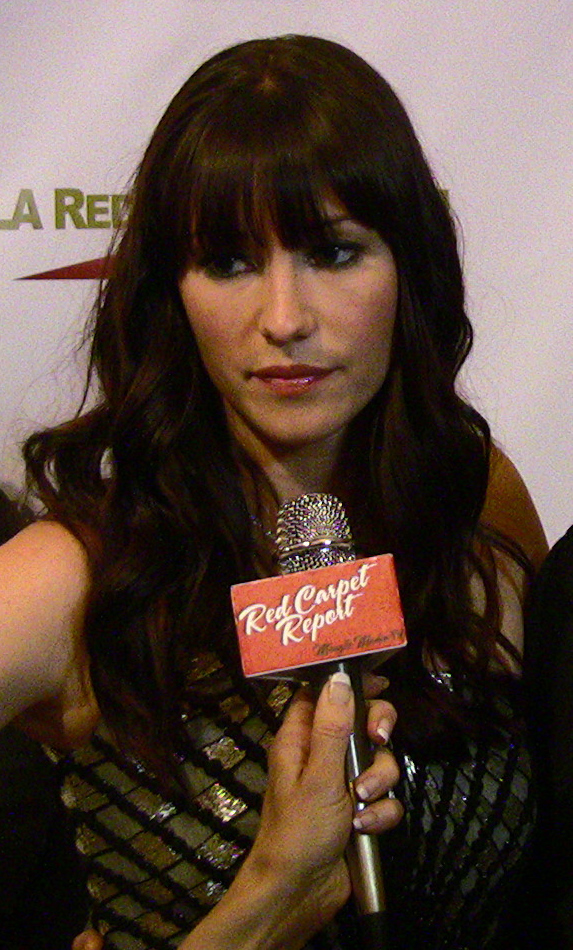
Chyler Leigh

Alexandra "Alex" Danvers (interpretada por Chyler Leigh; primeira temporada - atual) é a irmã adotiva de Kara. Uma brilhante cientista com um passado como garota festeira, ela foi contratada por Hank Henshaw na D.E.O. depois de ser presa por dirigir embriagada, em um esforço para mudar sua vida e ver seu potencial. Como protegida de Henshaw, Alex foi pessoalmente treinada por ele em extensos combates, táticas estratégicas e investigação após ingressar no DEO, tornando-se sua agente braço direito no campo. Uma combatente, atiradora, estrategista e detetive excepcionalmente habilidosa desde então, Alex se encarrega de fornecer treinamento rigoroso a Kara, a fim de diminuir sua dependência aos seus poderes. Inicialmente, como Kara, ela suspeita do DEO e, portanto, seu próprio papel ao saber que seu pai havia trabalhado lá para proteger Kara, mas Alex descobre que Henshaw é o sobrevivente marciano J'onn J'onzz, que mudou de forma, a quem seu pai (que ela pensava estar morto) havia resgatado antes da morte dele. Depois que ela é presa e mantida sob custódia por saber sobre J'onn, ela e J'onn escapam ao saber que seu pai está vivo no Projeto Cadmus. Ela e J'onn acabam sendo perdoados pelo Presidente depois de terem ajudado a salvar o mundo do ataque de Non com Kara e, posteriormente, se juntarem ao D.E.O.. Alex também obtém um exoesqueleto alimentado por criptonita de Non quando ela estava sob seu controle mental para lutar contra Kara, o que aumenta artificialmente sua força e resistência ao usá-lo. Ela mantém o traje (no entanto, usando outra fonte alternativa de energia Omegahedron) para missões posteriores.
Na segunda temporada, Alex percebe sua homossexualidade e mantém um relacionamento com a detetive do Departamento de Polícia de National City , Maggie Sawyer. Ela também confidencia a Sawyer seu segredo de que ela é uma agente do D.E.O. e, ocasionalmente, trabalham em conjunto.
Na terceira temporada, embora Alex e Maggie estivessem noivas para se casar, elas terminaram depois de perceber sua incompatibilidade como casal, principalmente com base no desejo de Alex de ter filhos, enquanto Maggie não tinha esse mesmo desejo. Alex conhece Samantha Arias e sua filha Ruby, e inveja de Samantha de sua maternidade e adora Ruby. Ela faz amizade com Samantha para poder ficar perto de Ruby e espera que um dia tenha sua própria filha como a de Samantha. Alex ficou uma noite e desenvolve uma amizade com Sara Lance, uma vigilante associada de Oliver Queen / Arqueiro Verde e líder do time de super-heróis que viajam no tempo, as Lendas, da Terra-1; seu encontro com Sara permite que Alex comece a esquecer Maggie. Ela também faz amizade com Barry Allen e Oliver quando ela chega para participar do casamento de Barry junto com Kara. Ela se junta aos heróis da Terra-1 e Kara para interromper o esquema dos invasores da Terra-X contra o multiverso, e fez uma parceria com Sara quando Kara estava preocupada com sua doppelgänger vilã de outro universo a Overgirl. Sua formação científica também é inestimável para ajudar os colegas cientistas Harry Wells, Caitlin Snow, Martin Stein, Felicity Smoak e Barry na Terra-1. Alex aprende com Overgirl que ela pode ter sua própria contraparte na Terra-X quando revela a Alex que sua irmã adotiva tentou matá-la uma vez, sugerindo que a irmã de Overgirl pode não se alinhar com o Novo Nazismo. Perto do final da temporada, além de seu exoesqueleto, Winn fez um prototípico traje de proteção para Alex, repleto de gadgets avançados para suas necessidades em campo. Em um flashback, é revelado que dez anos antes, Alex se aproximou de Kara depois de investigar um mistério de assassinato de seu amigo na escola juntos. No final da terceira temporada, Alex se torna a nova diretora do DEO.
Na quarta temporada, Alex luta com seu novo papel como diretora da D.E.O. e sua organização lida com uma nova onda de fanatismo anti-extraterrestre dentro do país. Durante o crossover, "Elseworlds", Kara conhece a doppelgänger da Terra-1 de Alex, que fica intrigada ao aprender os detalhes da vida de seu eu na Terra-38 com Kara. A fim de proteger Kara de Haley, Alex faz com que J'onn limpe sua memória sabendo que sua irmã é Supergirl. Embora mais tarde ela recupere sua memória disso depois de ver Supergirl sendo espancada pela Filha vermelha. Depois que Supergirl é ressuscitada pela luz do sol, Alex recebe uma ligação do coronel Haley sobre o verdadeiro propósito do satélite Claymore. Mais tarde, Alex ajuda James na luta contra o Agente da Liberdade em Shelly Island, onde ela consegue retirar o soro de Harun-El de James e do Agente da Liberdade.
Na quinta temporada, Alex auxilia na investigação do Leviatã. Após a crise que levou à criação do Terra-Prime, Alex agora é o diretora do DEO, que agora pertencente à LuthorCorp. Ela ficou surpresa com isso quando o Caçador de Marte restaurou suas memórias. Devido a Brainiac 5 trabalhar para ajudar Lex Luthor no que diz respeito ao Leviatã, Alex renuncia ao cargo de D.E.O. permitindo que Lex jure em Brainiac 5 como o novo diretor do D.E.O.
Jordan Mazarati e Olivia Nikkanen retratam um jovem Alex.

### Winn Schott

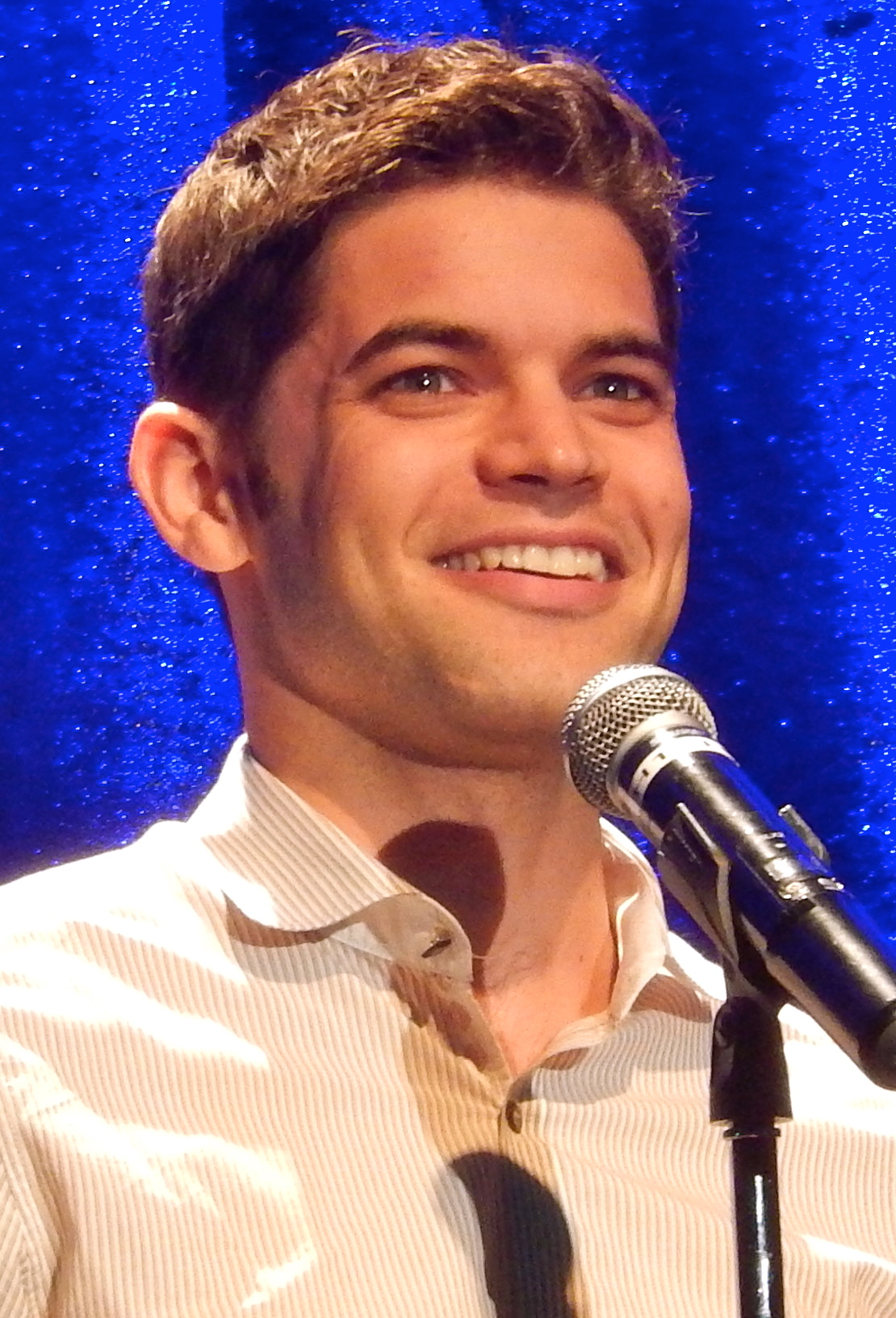
Jeremy Jordan

Winslow "Winn" Schott Jr. (interpretado por Jeremy Jordan; principal: temporadas 1 a 3, recorrente: temporada 5) é um especialista em tecnologia que trabalha ao lado de Kara na CatCo e serve como um de seus aliados, ajudando-a a desenvolver seu figurino e ajudar ela em suas aventuras como Supergirl. Winn tem uma queda não correspondida por Kara e é rival de James por seu afeto, e mais tarde ele manteve um relacionamento com a nova assistente de Cat, Siobhan Smythe, até que ela se transformou no arqui-inimigo sobrenatural e supernatural de Supergirl, Banshee Prateada. Na série, ele é filho do Homem-Brinquedo. 
Na segunda temporada, ele deixou a CatCo para assumir um cargo de tempo integral na D.E.O. recrutado por Alex Danvers e J'onn J'onzz. Ele e James também se tornam melhores amigos. Winn é responsável por ajudar James a se tornar o Guardião enquanto ele é chamado de homem na van por James. Além de continuar melhorando o figurino de Kara e oferecendo seu suporte técnico, Winn também faz suas próprias modificações com seu extrapolador interdimensional, um dispositivo que ela recebeu do inventor metahumano da Terra-1 Cisco Ramon.
Na terceira temporada, Winn ajuda na luta contra as Destruidoras de Mundos. No final da terceira temporada, Winn é convidado a se juntar à Legião dos Super-Heróis, quando ele inventou o escudo subatômico e seu desenvolvimento salva inúmeras pessoas no futuro. Juntamente com Mon-El, ele viaja para o futuro para salvá-lo, iniciando sua própria jornada como herói.
Jeremy Jordan retorna à série em sua quinta temporada. Ele volta ao presente em busca de seu doppelganger, que fez coisas que fizeram com que o verdadeiro Winn fosse procurado por terrorismo. Winn dá conselhos a Nia sobre certas coisas enquanto faz referência a seu descendente. Supergirl e a D.E.O. foram capazes de impedir a tentativa de atentado a vida de Andrea Rojas e as pessoas presentes em sua apresentação, mas o Homem-Brinquedo continua vivo. Isso muda o futuro de Winn, onde ele não é mais um homem procurado. Quando a mente de seu colega alternativo é carregada para os computadores da D.E.O., Winn entra nos computadores e, relutantemente, recebe o auxílio da consciência digital de seu pai, onde consegue parar o hacker. Em um ponto, Winn mencionou que ele foi chamado de Cara do Computador por um membro da Legião dos Super Heróis. Ao retornar para o futuro, Winn assume o nome de Homem-Brinquedo para limpar seu legado.
- Durante o crossover "Crise na Terra-X", é introduzida uma versão da Terra-X de Winn que também é retratada por Jordan. O general Winn Schott é o líder dos Lutadores da Liberdade que trabalham contra o Novo Nazismo em seu mundo e, portanto, é o principal adversário de Arqueiro Negro. Ele é capaz de obter parte do arsenal de Arqueiro Negro como troféus ao longo de suas lutas, colocando Schott como um adversário formidável do Novo Nazismo.

- Jordan também retrata uma versão de uma realidade sem nome. Ele assumiu o manto de Homem-Brinquedo após a morte de seu pai e compartilha sua vingança em Chester Dunholz, bem como na família Rojas. É por causa das ações do Homem-Brinquedo que fazem com que Winn seja procurado por terrorismo no futuro. Homem-Brinquedo foi libertado de um transporte da prisão por Brainiac 5 em nome de Lex Luthor. Em sua trama, ele planejava acabar com  Andrea Rojas, o que envolvia tigres brancos robóticos. Enquanto Supergirl e o D.E.O. lutavam contra os tigres brancos robóticos, Winn enfrentou o Homem-Brinquedo. Homem-Brinquedo pereceu depois de ativar o interruptor do homem morto para uma bomba que ele fez, mas Supergirl foi capaz de salvar todos da explosão. Acontece que ele usou as lentes da Obsidian Tech para carregar-se no computador da D.E.O. no último minuto, a fim de acessar a Internet. Com a ajuda da cópia digital da consciência de seu pai, Winn digita os códigos enquanto o Homem-Brinquedo subjuga a contraparte alternativa de seu filho. Depois que Winn termina de digitar os códigos, as duas consciências digitais são excluídas.

### J'onn J'onzz / Caçador de Marte

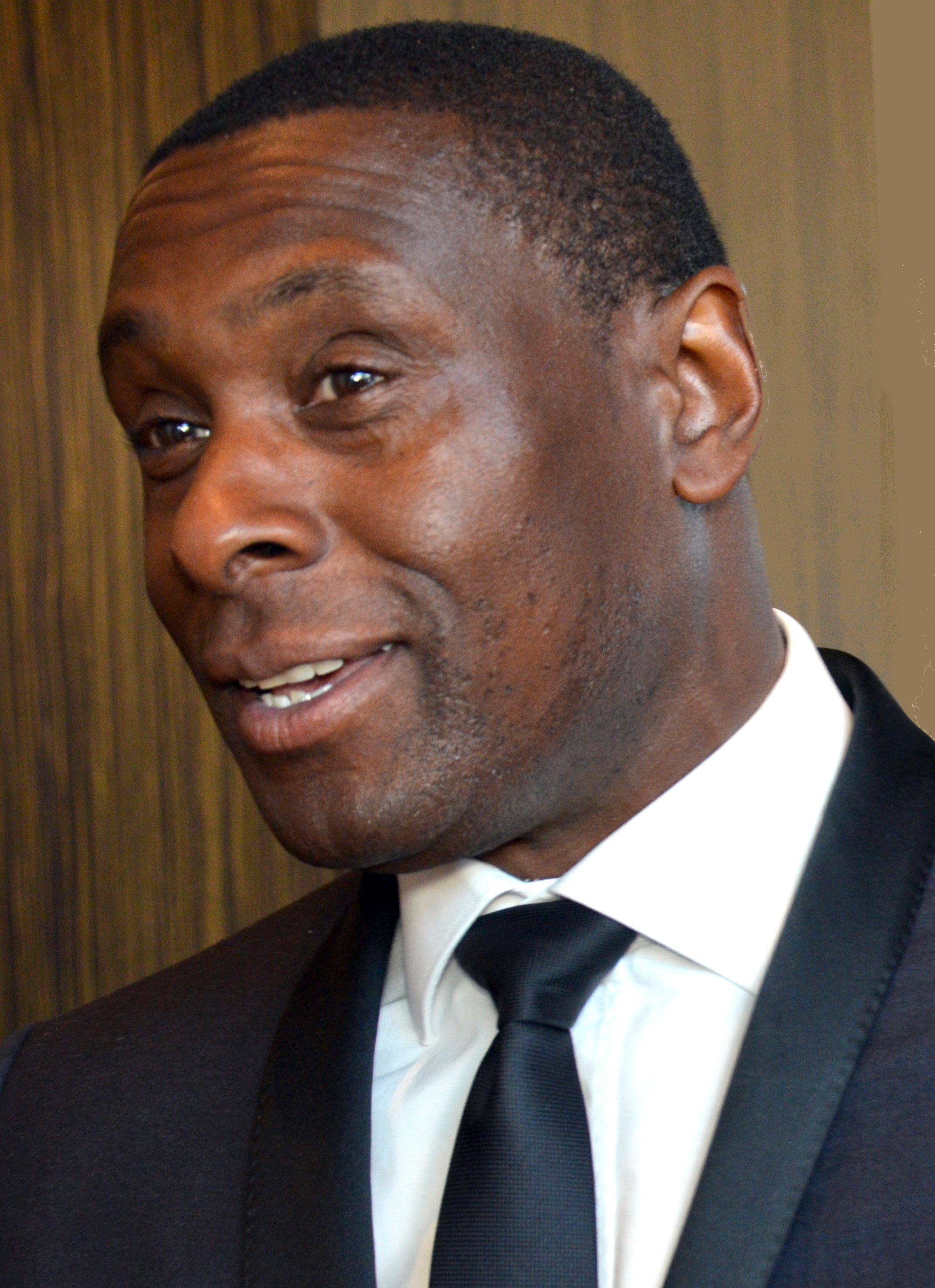
David Harewood

J'onn J'onzz (interpretado por David Harewood; primeira temporada - atual) é o chefe do D.E.O. que toma o lugar de Hank Henshaw depois que Henshaw é morto no Peru enquanto caçava J'onn. J'onn leva a aparência de Henshaw para reformar o D.E.O. por dentro, bem como uma promessa a Jeremiah Danvers de vigiar Alex e Kara, que posteriormente confiam nele como mentor depois de descobrir sua verdadeira identidade. Antes de fugir do holocausto em Marte, J'onn era um oficial da lei para seu povo. Além de seus poderes, J'onn aprendeu várias habilidades e conhecimentos depois de viver na Terra por décadas, incluindo artes marciais, estratégia, táticas de investigação, além de aprender telepaticamente algumas das memórias e conhecimentos de Henshaw, fazendo dele um formidável oponente quando em forma humana sem a necessidade de suas habilidades extraterrestres e mais do que capaz de comandar o D.E.O. no lugar de Henshaw. Ele leva Alex como sua protegida e a forma como uma forte agente da D.E.O., eventualmente ela se torna seu braço direito. No episódio "Queda", J'onn revela ao mundo inteiro sua verdadeira identidade para impedir Kara, que estava afetada pela criptonita vermelha, de matar Alex. Ele é então preso pelos agentes do D.E.O. que estão no local, apenas para escapar com Alex ao saber que Jeremiah sobreviveu ao ataque e que ele está sendo mantido no Projeto Cadmus, uma instalação que faz experimentos alienígenas.
Na segunda temporada, J'onn inicia um relacionamento romântico com um membro benevolente da raça marciana branca, M'gann M'orzz.
Na terceira temporada, é revelado que o pai de J'onn está vivo e eles lutam para se reconciliar. Sua nave espacial está disfarçada de um conversível Chevrolet Deluxe de 1952, no qual J'onn, Kara e Alex adoram dirigir por prazer. No final da terceira temporada, depois que ele consegue a memória e o conhecimento de seu pai, J'onn deixa a D.E.O.
Na quarta temporada, J'onn ajuda a administrar um grupo de apoio a alienígenas que tentam se integrar à sociedade da Terra. Ele também inicia uma carreira como investigador particular. Ele evita o combate, preferindo fornecer orientação. Ele avisa Kara sobre uma onda crescente de fanatismo anti-alienígena. Além disso, ele começa a ir atrás de Manchester Black. Durante a luta em Shelly Island, onde foram presos, J'onn e Sonhadora usam suas habilidades para sobrecarregar o núcleo do satélite antes que ele possa ser disparado em Argo, onde Superman está.
Na quinta temporada, J'onn ajudou na investigação do Leviatã e lida com seu irmão Malefic. Depois de se reconciliar com Malefic e enviá-lo para se encontrar com M'gann, J'onn é abordado pelo Monitor, que afirmou que passou no teste para se preparar para a próxima crise. Após a crise que levou à formação do Terra-Prime, J'onn trabalhou para restaurar as memórias de seus aliados e também ajudou a combater o Anti-Monitor.
A evolução de Henshaw foi discutida durante as filmagens do piloto, com os produtores executivos dizendo brincando que Harewood seria um bom ator para interpretar o Caçador de Marte em uma série de televisão em potencial, para a qual Geoff Johns, da DC Comics, perguntou por que não poderia ser feito em Supergirl. Harewood refletiu que teve dificuldade em "encontrar um ângulo para interpretar Hank Henshaw" no piloto e ficou empolgado quando lhe disseram sobre a mudança na história de seu personagem. 

#### Hank Henshaw / Superman Ciborgue
Harewood também interpreta o verdadeiro Hank Henshaw - um ex-agente da CIA e ex-chefe do D.E.O. que é implacável e obcecado em caçar alienígenas que ele acreditava serem perigosos. Ele morreu depois de esfaquear Jeremiah Danvers no Peru enquanto caçava o alienígena J'onn J'onzz. Ele foi posteriormente encontrado e revivido pelo Projeto Cadmus, que o aprimorou para se tornar o Cyborg Superman.

### Cat Grant

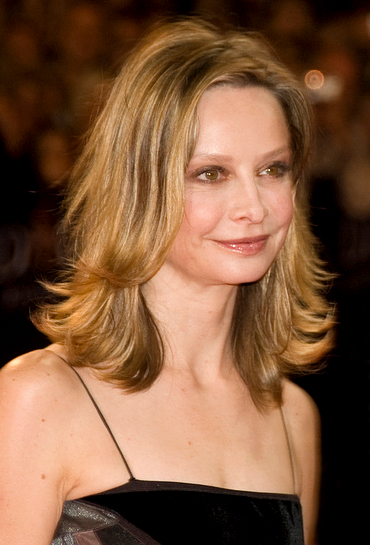
Calista Flockhart

Cat Grant (interpretada por Calista Flockhart; temporada 1; temporada 2: recorrente; temporada 3–4: participação) é a fundadora superficial do conglomerado de mídia CatCo Worldwide Media, que sente, desde que "classificou" Kara como "Supergirl", que possui a custódia proprietária do novo herói. Antes de fundar a CatCo, era colunista de fofocas do Planeta Diário e, antes disso, assistente pessoal do editor-chefe do Planeta Diário, Perry White. Cat investiga e revela que Supergirl é prima de Superman, o que faz com que Kara se torne um alvo de alguns vilões da galeria do super-herói. Cat também serve como mentora de Kara, dando conselhos sobre ser uma mulher no mundo dos homens. No episódio "Aquisição Hostil", ela suspeita que Kara seja a Supergirl. No segundo episódio da segunda temporada, Cat anuncia que vai tirar uma licença da CatCo, deixando James para administrar a empresa em seu lugar. Na terceira temporada, ela se tornou secretária de imprensa da Casa Branca da presidente Olivia Marsdin.
Flockhart se tornou uma atriz recorrente na segunda temporada, devido à mudança de produção da série para Vancouver e seu desejo de assumir projetos perto de sua casa em Los Angeles. Para acomodar isso, Cat decide tirar uma licença da CatCo, deixando James no comando durante o segundo episódio da segunda temporada. Ela retorna nos dois episódios finais para ajudar a proteger National City da invasão de Daxamita.  Flockhart permaneceu como atriz convidada recorrente na terceira temporada.
No primeiro episódio da terceira temporada, é revelado que Cat se tornou a secretária de imprensa de Olivia Marsdin.
Na quinta temporada, uma possível realidade mostrada à Supergirl por Mxyzptlk revelou que Cat estava entre os entes queridos de Kara que foram mortos pelos Filhos da Liberdade quando Kara foi provocada a revelar sua identidade depois que os Filhos da Liberdade sequestraram Lena Luthor e Thomas Coville.

### Mon-El

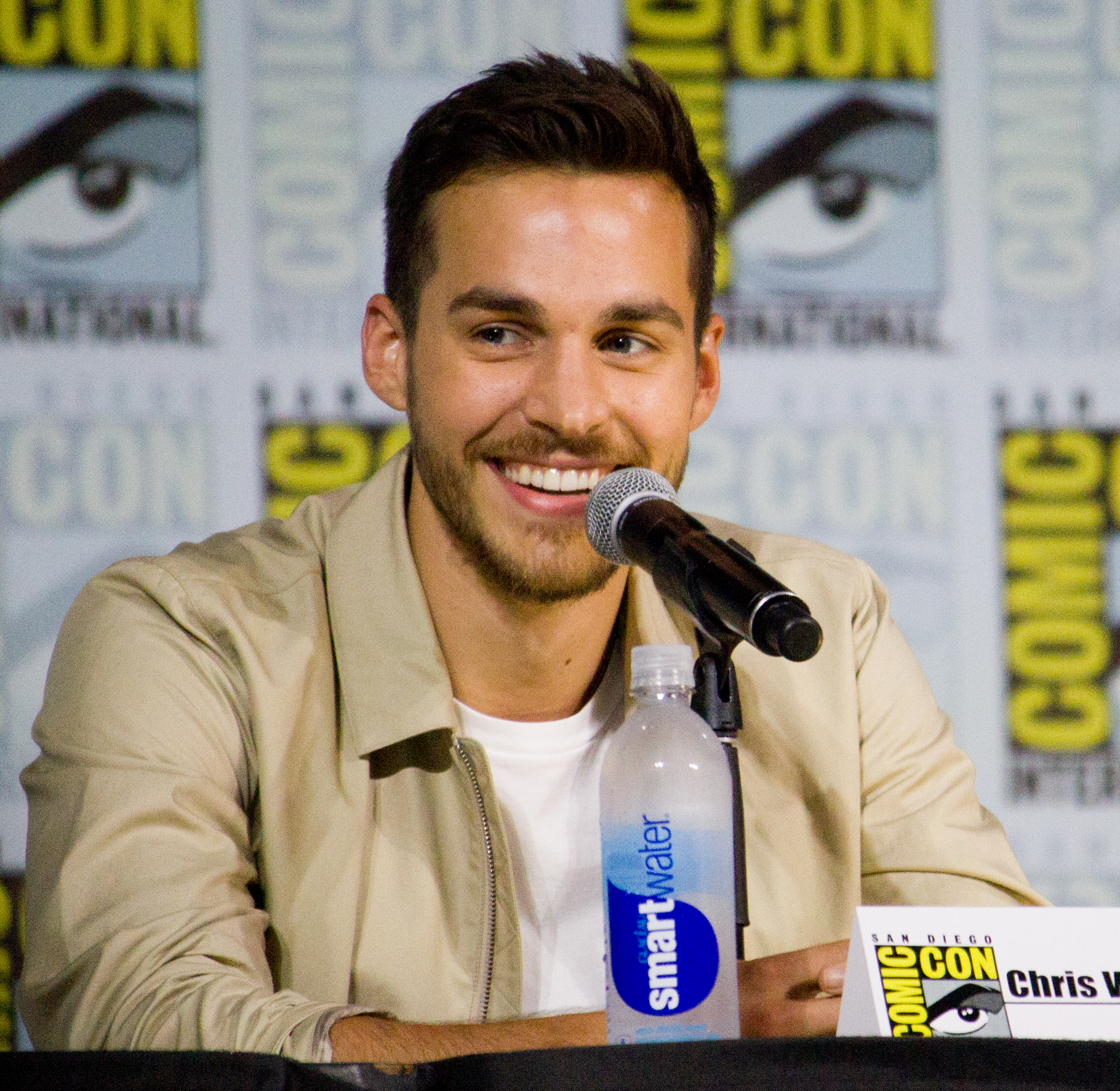
Chris Wood

Mon-El (interpretado por Chris Wood; principal temporadas 2–3; temporada 5: participação) é um sobrevivente e príncipe de uma família real do planeta Daxam que procura se tornar um super-herói na Terra. Devido a Daxamites serem de um ramo dos kryptonianos, Mon-El tem poderes semelhantes aos de Superman e Supergirl. De acidente, Mon-El aterrissa na Terra em uma cápsula de fuga no final da primeira temporada. Sua natureza despreocupada e um tanto descontraída leva ao atrito com Kara, enquanto ela o orienta nas maneiras de ser um herói. Mon-El eventualmente se apaixona por Kara e eles se tornam um casal. Depois que Kara dispara uma arma que ataca a atmosfera com poeira de chumbo para parar o exército Daxamita de Rhea, Mon-El é forçado a deixar a Terra.
Na terceira temporada, é revelado que a cápsula de Mon-El foi sugada para um buraco de minhoca e ele viajou no tempo para o século 31. Ele esteve no futuro por sete anos, onde a L-Corp administrou um soro que lhe dá imunidade ao envenenamento por chumbo. Apesar de seu amor por Kara, Mon-El finalmente se casa com Imra Ardeen antes de retornar ao século 21 com ela e outros passageiros para uma missão desconhecida. Ele também é revelado como o fundador da equipe de super-heróis, a Legião.
Entre as temporadas três e quatro, Mon-El e os outros legionários retornaram ao século 31, embora Brainy tenha ficado para trás.
Na quinta temporada, Mon-El é mostrado em algumas realidades possíveis que Mxyzptlk mostra Kara. O primeiro tem ele e Lena morrendo em uma batalha contra a Régia, e em outra realidade em que Supergirl e Lena não se conheceram, Mon-El aparece como parte de uma resistência contra Lena e seus Hope-Bots.

### Maggie Sawyer
Maggie Sawyer (interpretada por Floriana Lima; principal: temporada 2; temporada 3: recorrente) é detetive do Departamento de Polícia National City, que se interessa especialmente pelos casos que envolvem alienígenas, meta-humanos e outras ocorrências extraordinárias. Ela usa sua própria experiência como lésbica para ajudar a guiar Alex, enquanto a última luta para entender sua própria sexualidade, e as duas acabam em um relacionamento romântico. No entanto, na terceira temporada, porque Maggie não quer ter filhos, Alex termina com ela.
Lima se tornou uma atriz recorrente na terceira temporada. Ela resaltou que o papel só deveria durar uma temporada.

### Lena Luthor

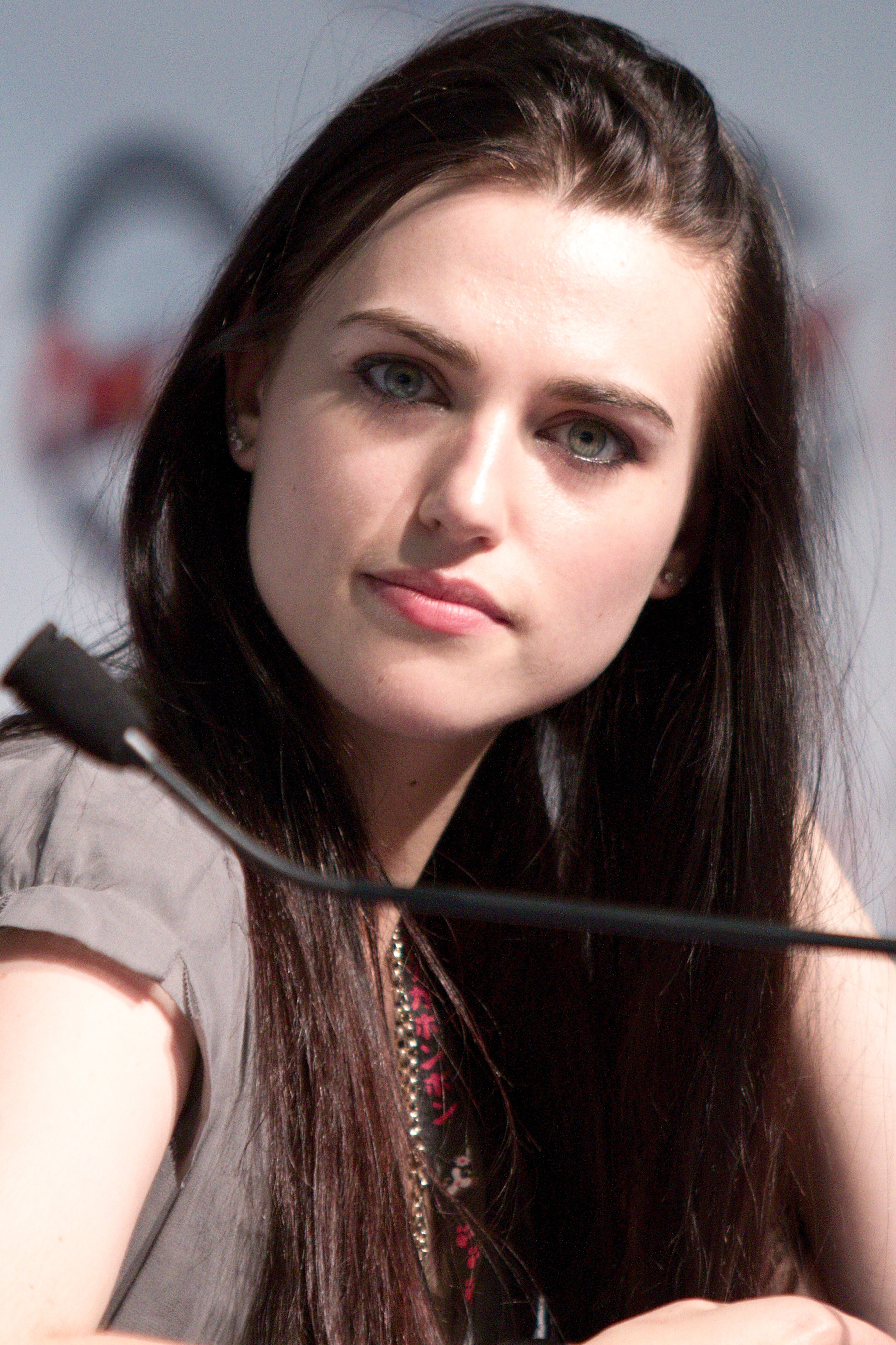
Katie McGrath

Lena Luthor (interpretada por Katie McGrath; temporada 3 - atual; temporada 2: recorrente) é a CEO da L-Corp (anteriormente conhecida como Luthor Corp) e a meia-irmã paterna mais nova de Lex Luthor. Ela chega em National City depois que Lex foi preso, na esperança de renomear a Luthor Corp como uma força para o bem. Como filha de Lionel Luthor, de quem ela é próxima, Lena tenta resgatar seu nome de família depois que os crimes de Lex o mancharam e romper com o legado de seu meio-irmão e madrasta. Inicialmente, ela acreditava que era a filha adotiva de Lionel e Lillian Luthor, mas Lena descobre que ela é realmente filha ilegítima de Lionel por seu caso extraconjugal. Lena conhece Kara depois que Kara é designada para entrevistar Lena sobre a L-Corp. Logo depois, as duas desenvolvem um forte relacionamento. Mais tarde na temporada, ela é usada por Rhea, disfarçada, para consertar o portal para levá-la para casa, mas trouxe todos os daxamitas para a Terra. Ela quase casa com Mon-El antes do casamento ser interrompido e eles escaparem onde ela ajuda sua mãe e Winn a afastar os Daxamitas. Camille Marty interpreta uma jovem Lena. McGrath foi promovido à personagem regular para a terceira temporada.
Na terceira temporada, ela compra a CatCo Media para impedir que Morgan Edge o controle e decide administrar a CatCo pessoalmente, transferindo temporariamente o controle da L-Corp para Sam Arias. Ao contrário de seu meio-irmão, Lena é capaz de desenvolver uma fórmula para criar criptonitas sintéticas. Como Cat Grant, ela desconfia que Kara seja a Supergirl, mas fica em completa negação. No final da terceira temporada, Lena sintetiza o mineral kriptoniano Harun-El em seu laboratório, pois é uma forma de kriptonita negra, e inicia a fase 2 de seu experimento. Lex depois convida Lena e Lillian para a Casa Branca para assistir a destruição de Argo. Depois de um incidente em Shelly Island faz Lex sair, Lena e Lillian passam pelos capangas de Lex. Depois que Lex se teletransporta para a segurança após a destruição de sua armadura, ele chega em uma sala onde Lena remove o Harun-El dele e atira nele. Antes de sucumbir aos ferimentos, Lex revela maldosamente a Lena que Kara é a Supergirl; deixando-a amarga e com o coração partido.
Na quinta temporada, essa traição percebida levou Lena a seguir um caminho sombrio; semelhante a Lex e Lillian, respectivamente. Ela compra o prédio da CatCo para que sua velha amiga Andrea Rojas possa administrar a CatCo e ficar de olho em Kara enquanto executa algumas simulações com seu IA, Hope. Além disso, ela também ensaca Black, usando um dispositivo em miniatura na cabeça de Eve, Lena mapeia o cérebro de Eve. Andrea visita Lena expressando seu conhecimento sobre o uso indevido de seus produtos por Lena e afirma que está cortada a a parceria entre elas. Se ela alguma vez fizer algo contra ela, Andrea cuidará para que a próxima história exponha os experimentos de Lena. Depois, Lena segue para o Plano B, onde ela revela que mapeou as partes de lealdade do cérebro de Eve, onde ela carrega Hope nele, permitindo que Hope controle o corpo de Eve. Depois de ser visitada por Andrea, Lena fornece o desvio para Supergirl, para que Acrata possa tirar Rip Roar de D.E.O.. Feito isso, Andrea deu a Lena o medalhão. Então ela faz seus computadores pesquisarem o cérebro de Eve para obter qualquer informação sobre o Leviatã. Depois que Lex foi revivido, ele disse que ajudaria o Monitor em troca de um favor que envolvesse Lena. Quando a crise começou, Lena foi persuadida por Alex a ajudar a trabalhar em um transportador para transportar todos da Terra-38 para a Terra-1, resultando em Lena salvando bilhões de vidas. Após a crise que levou à formação do Terra-Prime, Lena ainda tinha suas memórias como parte do acordo de Lex com o Monitor e que ela e Lex agora são co-CEOs da LuthorCorp. Além disso, Lena descobre que Lillian é a chefe da Fundação Luthor.

### Samantha Arias / Régia

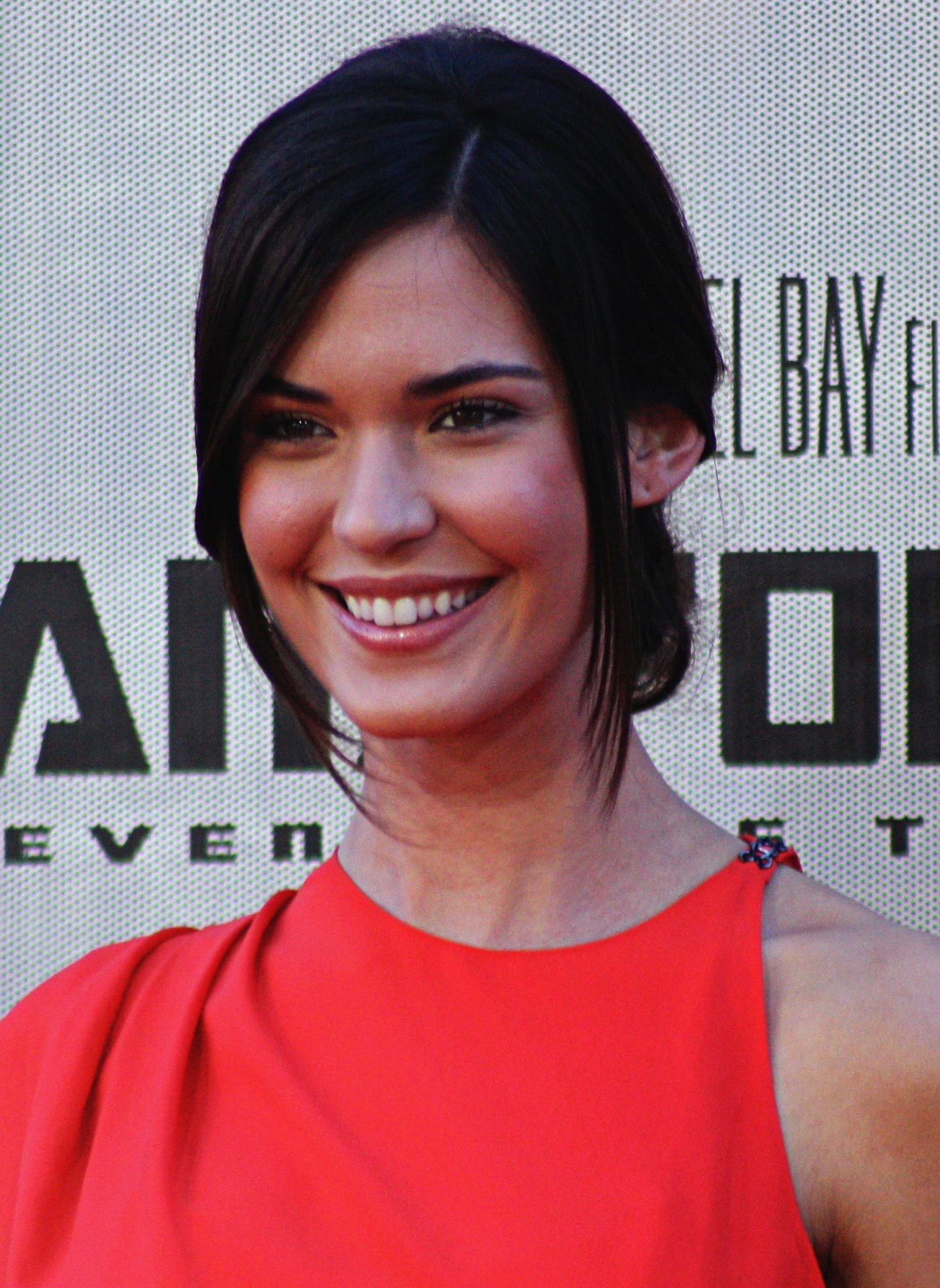
Odette Annable

Samantha "Sam" Arias / Régia (interpretada por Odette Annable; principal: temporada 3; temporada 5: participação) é uma sobrevivente kryptoniana desconhecida enviada à Terra por um grupo de sacerdotisas kryptonianas quando criança antes da destruição do mesmo.  Sam foi adotada por Patricia Arias. Embora ela tenha crescido sem o conhecimento de suas origens, está sentindo que há algo incomum em si mesma e teme. Samantha também é uma mãe solteira que luta para criar sua filha Ruby, tendo se distanciado de sua mãe adotiva quando engravidou da filha quando adolescente. A certa altura, Sam demonstrou força sobre-humana que a deixou erguer uma torre caída de sua filha Ruby durante um ataque terrorista; mas ela acredita que sua força no momento foi meramente derivada da adrenalina e da emoção intensificada da angústia, e perde a força extra imediatamente depois. Ela trabalha com Lena Luthor e é promovida a diretora executiva da L-Corp depois que Lena Luthor compra a CatCo, e mais tarde se torna seu CFO. Ela e a filha também fizeram amizade com Alex e Kara Danvers. Ao longo da temporada, Sam faz amizades íntimas com Lena, Alex e Kara. Ela descobre pela mãe adotiva que chegou à Terra em um casulo espacial e, portanto, é de origem extraterrestre. Sob a orientação da chave da cápsula, Sam viaja para um deserto que leva a uma fortaleza escondida kryptoniana, onde um holograma na forma de uma das sacerdotisas sombrias, Selena, informa Sam sobre sua herança e que ela é projetada como uma "Destuidora de Mundo". Uma arma biológica viva de fisiologia criptoniana aprimorada que foi enviada para governar a Terra; sua gravidez a impediu de entrar em seus poderes. Sam não estava disposta a aceitar isso, mas seus plenos poderes se manifestaram, despertando sua personalidade alternativa adormecida, Régia. No final da temporada, é revelado que Selena é a mãe biológica de Régia e, portanto, também é de Sam.
Depois de voltar para casa, Sam continua sendo uma mãe dedicada a Ruby, sem lembranças de suas ações como Régia, enquanto seu alter ego kryptoniano se torna um vigilante mascarado e vestido de preto que mata indiscriminadamente aqueles que vê como malfeitores. No entanto, Régia e outras duas Destuidoras de Mundos são projetados para ter uma identidade dissociativa para manter suas existências ocultas, mas Sam é mais forte que Régia em força de vontade e controle por causa de sua devoção a Ruby, impedindo Régia de assumir totalmente o controle. Durante seu primeiro encontro com a alter-ego Supergirl de Kara, Régia luta e a derrota, deixando a super-heroína em coma por dias.
Depois que Supergirl sai de seu coma, Régia está em desacordo com ela, o D.E.O. e a Legião. Régia então, aprendeu que existem mais Destruidoras de Mundo na Terra e procura encontrá-los. Ela consegue obter Pureza ao seu lado quando se rende a Régia.
Após as mortes de Pureza e Pestilência, Régia absorveu suas habilidades e escapou. Régia depois mira em Ruby para eliminar a vontade de Sam de controlar, fazendo Supergirl e Alex Danvers trabalharem para protegê-la. Graças a alguns kryptonitas, Supergirl, Mon-El e Kara conseguiram incapacitá-la o suficiente para deixá-la inconsciente enquanto trabalhavam para encontrar uma maneira de se livrar do lado Reinado dela. Mais tarde, usando um mineral de Krypton chamado Harun-El, que é uma forma de Kryptonita Negra, eles são capazes de separar Sam de Régia. Sam se junta à luta contra Régia e as sacerdotisas sombrias depois de dotar poderes que correspondem aos de Régia. Em uma linha do tempo, Sam mata Régia, mas à custa de sua própria vida e de seus aliados, mas Supergirl viaja no tempo e muda o resultado da derrota de Régia e evita as mortes. Na linha do tempo de redefinida, apesar de ainda derrotar Régia sozinha, por causa de outra exposição ao Harun-El durante a luta, Sam se livra do lado kryptoniano dela, portanto, não tem poderes mais uma vez e a chance de viver novamente uma vida normal. com a filha dela.
Na estreia da quarta temporada, é mencionado que Sam e Ruby se mudaram para Metropolis, onde Sam está liderando o setor nordeste da L-Corp.
Na quinta temporada, Mxyzptlk mostrou a Kara algumas realidades possíveis em que Reégia está. O primeiro mostrou que Régia matou Lena Luthor e Mon-El antes de ser derrotada por Supergirl. E em uma realidade em que Supergirl e Lena não se conheceram, mostrou uma Régia que se tornou um dos executores de Lena.

### Querl Dox / Brainiac 5

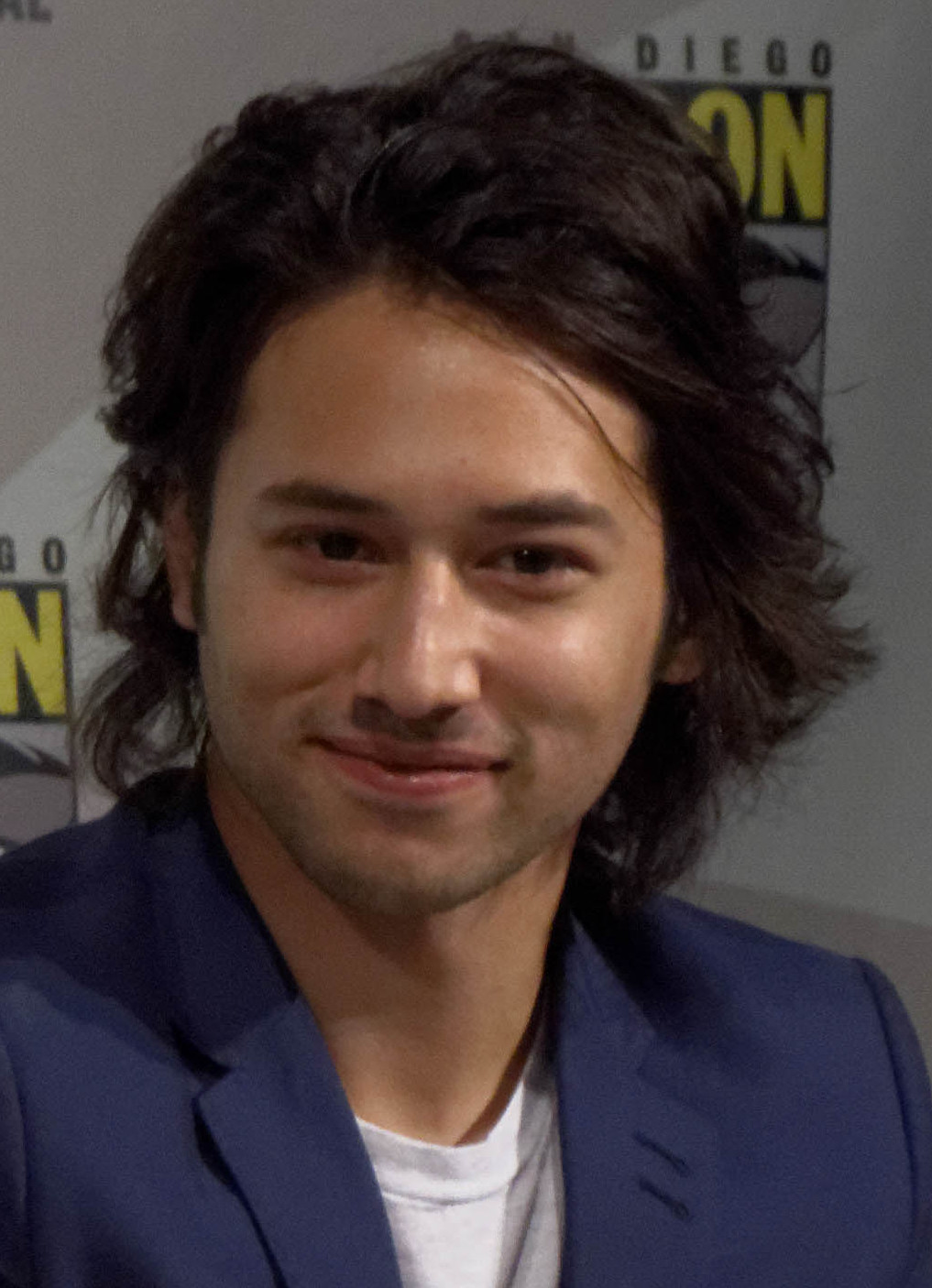
Jesse Rath

Querl Dox / Brainiac 5 (interpretado por Jesse Rath; temporada 4 - atual; temporada 3: recorrente) um herói coluan do século 31 que chega em National City para ajudar a Supergirl a combater Régia. Rath foi promovido para personagem regular para a quarta temporada.
Na quinta temporada, Brainiac 5 ajudou a investigar o Leviatã. Após a crise, Brainiac 5 encontrou diferentes doppelgangers de si mesmo, incluindo um Brainiac 5, um Brainiac 5 malvado que engarrafou sua Terra durante a crise, um Brainiac 5 com rabo de cavalo (os três também foram interpretados por Jesse Rath) e uma mulher Brainiac 5 (dublada por Meaghan Rath) que é diretora de seu D.E.O.. O malvado Brainiac 5 alistou os doppelgangers de Serena e seus seguidores para liberar seu mundo no Al's Bar, que destruiria o Terra-Prime como um efeito colateral. Ao remover seus inibidores e assumir suas verdadeiras cores couluanas, Brainiac 5 derrotou o maligno Brainiac e convenceu ele e as bruxas kyptonianas a voltar ao seu mundo engarrafado. Quando os outros duendes de Brainiac 5 retornam às suas terras, a mulher Brainiac 5 o aconselha a trabalhar com Lex Luthor para impedir a ameaça do Leviatã. Depois de terminar com Nia, Brainiac 5 visita Lex Luthor para falar sobre Leviatã. Ele afirma que é possível avistar um doppelganger enquanto é mostrada uma foto de Winn Schott. Ele libera o Winn alternativo e o leva para Lex. Pelo Winn, Alex descobre que Brainy trabalha com Lex para descobrir o Leviatã e o que sua contraparte feminina disse. Quando Alex renuncia, Brainy se torna o novo diretor da D.E.O..

### Ben Lockwood / Agente da Liberdade

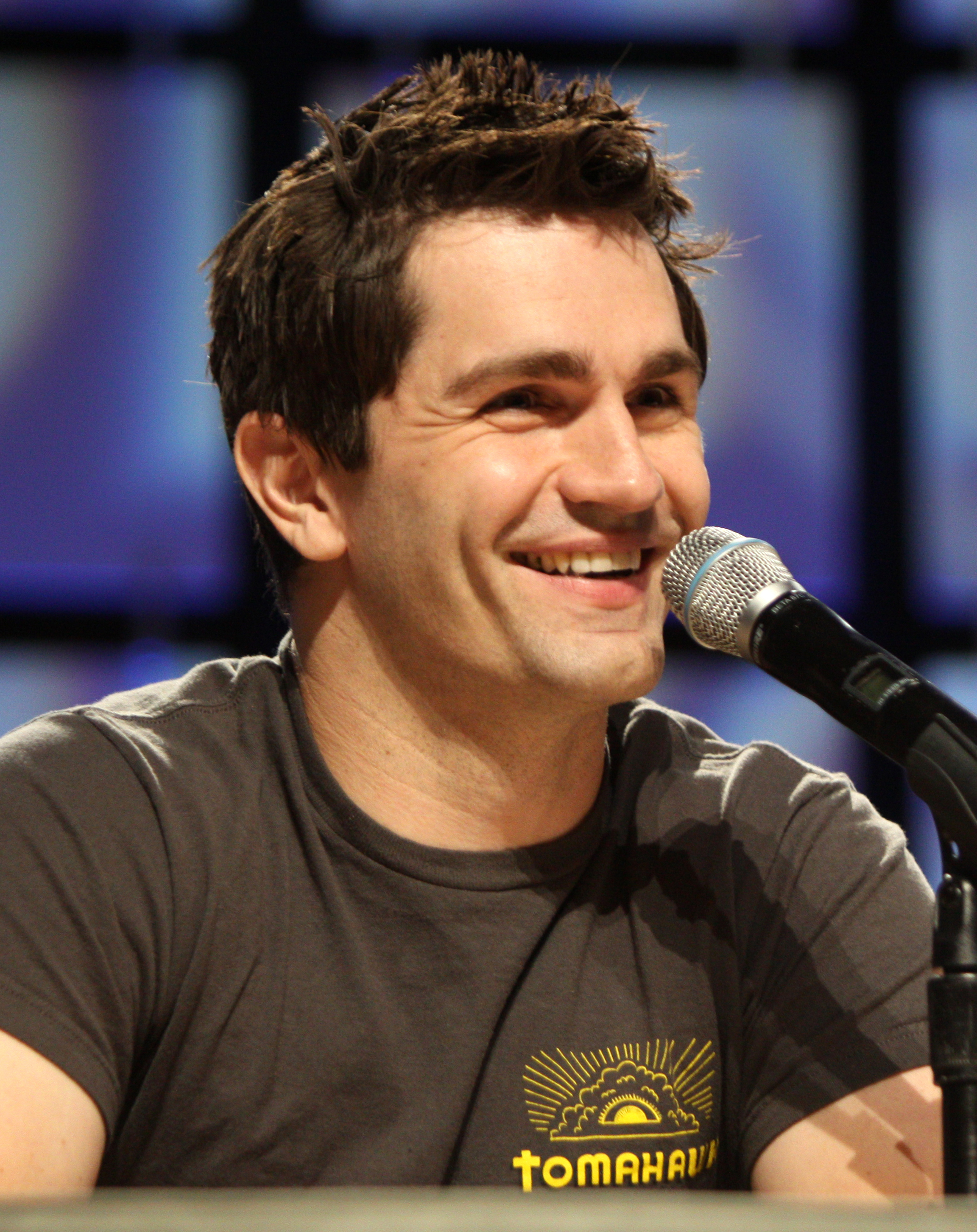
Sam Witwer

Benjamin "Ben" Lockwood / Agente da Liberdade (interpretado por Sam Witwer; temporada 4; temporada 5: participação) é um ex-professor universitário que se tornou ativista anti-alienígena depois de sofrer uma série de infortúnios, incluindo a perda de seu pai, durante vários ataques alienígenas. Com a ajuda de Mercy e Otis Graves, secretamente junto com Lex Luthor da prisão, Ben se torna um auto-proclamado "Agente da Liberdade" e funda um grupo supremacista humano chamado Filhos da Liberdade para livrar a terra de toda a vida alienígena, incluindo Supergirl. Depois de vencer um debate alienígena contra Kara Danvers na televisão nacional, Ben recebe seu próprio programa semanal chamado "The Lockdown", enquanto secretamente opera como o Agente da Liberdade mascarado. Ben e sua organização matam vários alienígenas em National City, incluindo a noiva de Manchester Black, Fiona Byrne.
Buscando vingança contra o Agente da Liberdade, Manchester Black sequestra Lydia, esposa de Ben, e conta sobre o alter-ego de seu marido. Ben finalmente consegue libertar sua esposa e se prepara para executar Manchester, apenas para Supergirl intervir e prendê-los na frente de Lydia. Após o anúncio de que Ben, agora exposto publicamente como líder dos Filhos da Liberdade, foi levado sob custódia policial, uma grande multidão de ativistas de direitos humanos com sentimentos anti-alienígenas se reúne do lado de fora da Cadeia Central Masculina da National City para protestar contra a prisão de Ben. Ben fica surpreso ao ver Lydia liderando a multidão gritando "Liberdade", e sussurra "até breve" quando ele percebe Supergirl observando-o do céu.
Ben Lockwood é posteriormente visitado por seu filho George, que começa a se envolver com os Filhos da Liberdade. Ben é finalmente perdoado pelo Presidente Baker devido ao fato de que o ato de terrorismo dos Filhos da Liberdade não se aplica aos seres humanos e apesar do fato de a Lei de Anistia Alienígena conceder a todos os estrangeiros os mesmos direitos iguais aos humanos em geral.
Depois de ser visitado por Supergirl sobre o satélite em colapso, Baker depois convida Lockwood para a Casa Branca, onde ele o torna o diretor de assuntos estrangeiros. Lockwood foi para onde alguns líderes de campo dos Filhos da Liberdade estão se reunindo. Quando um deles desafia Lockwood pelo título de Agente da Liberdade, Lockwood o derruba. Depois, Lockwood pergunta aos outros líderes de campo se alguém mais gostaria de desafiá-lo. Eles permanecem em silêncio e continuam a aceitá-lo como Agente da Liberdade.
Após a morte de Lydia nas mãos de um desses alienígenas, Ben se injeta no soro experimental de Lena Luthor e ganha habilidades sobre-humanas para vingar a morte de sua esposa. Ele briga com Brainiac 5 e Sonhadora antes de recuar. Quando ele se encontra com o filho na igreja onde estava o funeral de Lydia, George declara a seu pai que sua campanha contra os alienígenas foi o que levou à morte de sua mãe, o que prejudica o relacionamento de Ben com George.
Ben mais tarde aprende com Otis sobre o plano de Lex Luthor para se redimir, traindo os invasores kaznianos, fazendo com que Ben mate Otis. Devido ao soro experimental, o cabelo de Ben começa a cair. Enquanto tenta se vingar de Lex por manipulá-lo, ele encontra Kara, James e Alex. Após uma árdua batalha, ele e James esfaqueiam-se simultaneamente com os extratores Harun-el de Lena, removendo os poderes um do outro. Ele é preso por seus crimes, onde assiste seu filho na TV da prisão exigindo a cooperação de humanos e alienígenas.
Na quinta temporada, Mxyzptlk mostrou a Kara uma realidade possível, onde Kara revelou seu segredo a Lena desde o início. Aqui, a família de Ben morreu pulando do prédio pensando que Supergirl os salvaria apenas para que ela não aparecesse. Isso levou Ben e Otis a sequestrarem Lena e Thomas Coville para coagir a Supergirl a revelar sua identidade. Isso funciona como Supergirl salva Lena e Thomas à custa dos Filhos da Liberdade, visando seus entes queridos.

### Nia Nal / Sonhadora
Nia Nal (interpretada por Nicole Maines; temporada 4 - atual) é uma jovem transgênera com alma e desejo feroz de proteger os outros e a mais nova adição à equipe de reportagem da CatCo. O personagem é o primeiro super-herói transgênero na televisão.
Escritora política em Washington, D.C., onde trabalhou para Cat Grant, a secretária de imprensa da Casa Branca, sob a administração da presidente Olivia Marsdin. Ela foi enviada para National City para ser orientada por  Kara Danvers / Supergirl para aprender as formas de reportar e super-heroísmo.

### Lauren Haley
Lauren Haley (interpretada por April Parker Jones; temporada 4) é uma coronel do Corpo de Fuzileiros Navais dos Estados Unidos, trazido pelo Presidente Baker para supervisionar Danvers.
Depois de Supergirl e Brainiac 5 derrotarem o Agente da Liberdade e Manchester Black, Haley trabalha para descobrir quem é Supergirl. Quando ela descobre que Supergirl é Kara Danvers, o Caçador de Marte usa suas habilidades para apagar sua memória dessa descoberta.
Haley logo começa a duvidar dos motivos do Presidente Baker, como quando um satélite a ser usado contra os alienígenas quase cai, que ela não sabia até confrontar Alex, fazendo de Benjamin Lockwood o Diretor de Relações Exteriores e declarando inimigo público da Supergirl depois da Filha Vermelha posar como Supergirl e atacar a Casa Branca.
Quando o Agente da Liberdade queria que Haley convocasse a Supergirl para que os agentes do governo pudessem usar suas armas nela, Haley bateu no relógio de sinalização para convocá-la. Porém, Haley secretamente o bateu duas vezes, fazendo Supergirl não aparecer. Mais tarde, Haley entra em contato com Alex para que ela saiba para que o satélite Claymore está realmente sendo usado. Depois que Lex é morto, Baker sofre impeachment e o Agente da Liberdade é preso, é mostrado que Haley se tornou a secretária interina de Relações Exteriores.

### Kelly Olsen
Kelly Olsen (interpretada por Azie Tesfai; principal: temporada 5, recorrente: temporada 4) é irmã de James Olsen. Ela se tornou parte do elenco principal da quinta temporada.

### Eve Teschmacher
Eve Teschmacher (interpretada por Andrea Brooks; temporada 5; temporada 2-4: recorrente) é a nova assistente de Cat Grant e, mais tarde, de James. Quando Lena Luthor inicia os ensaios clínicos na L-Corp e mais tarde para o D.E.O. para produzir habilidades sobre-humanas em humanos, Eve se junta a Lena como sua assistente. Ela recebeu o nome de um personagem coadjuvante na franquia Superman, que trabalhou com Lex Luthor.
Mais tarde, ela é descoberta como uma espiã enviada por Lex Luthor. Depois que Lex Luthor é morto, uma Eva disfarçada tenta fugir. Ela é interceptada no ponto de ônibus por uma idosa representante do Leviatã que aparentemente a forçou a trabalhar com Lex Luthor.
Na quinta temporada, Eve retorna à National City sob as ordens do Leviatã e é recebida por Lena. Usando um dispositivo em miniatura na cabeça de Eve, Lena mapeia o cérebro de Eve. Depois que Andrea a interrompe, Lena segue para o Plano B, onde ela revela que mapeou as partes de lealdade do cérebro de Eve, onde ela carrega Hope nele, permitindo que Hope controle o corpo de Eve. Após a tentativa de usar um satélite de armas, Hope no corpo de Eve assume a culpa e é preso pelo FBI.

### Mar Novu / Monitor
Mar Novu / O Monitor (interpretado por LaMonica Garrett; principal: temporada 5, participação: temporada 4) é um ser multiversal que testa diferentes terras no multiverso em preparação para uma "crise" iminente, fornecendo o Livro do Destino a John Deegan, enviando o irmão de  J'onn J'onzz para Terra-38, e recuperando o cadáver de Lex Luthor.

### Andrea Rojas / Acrata

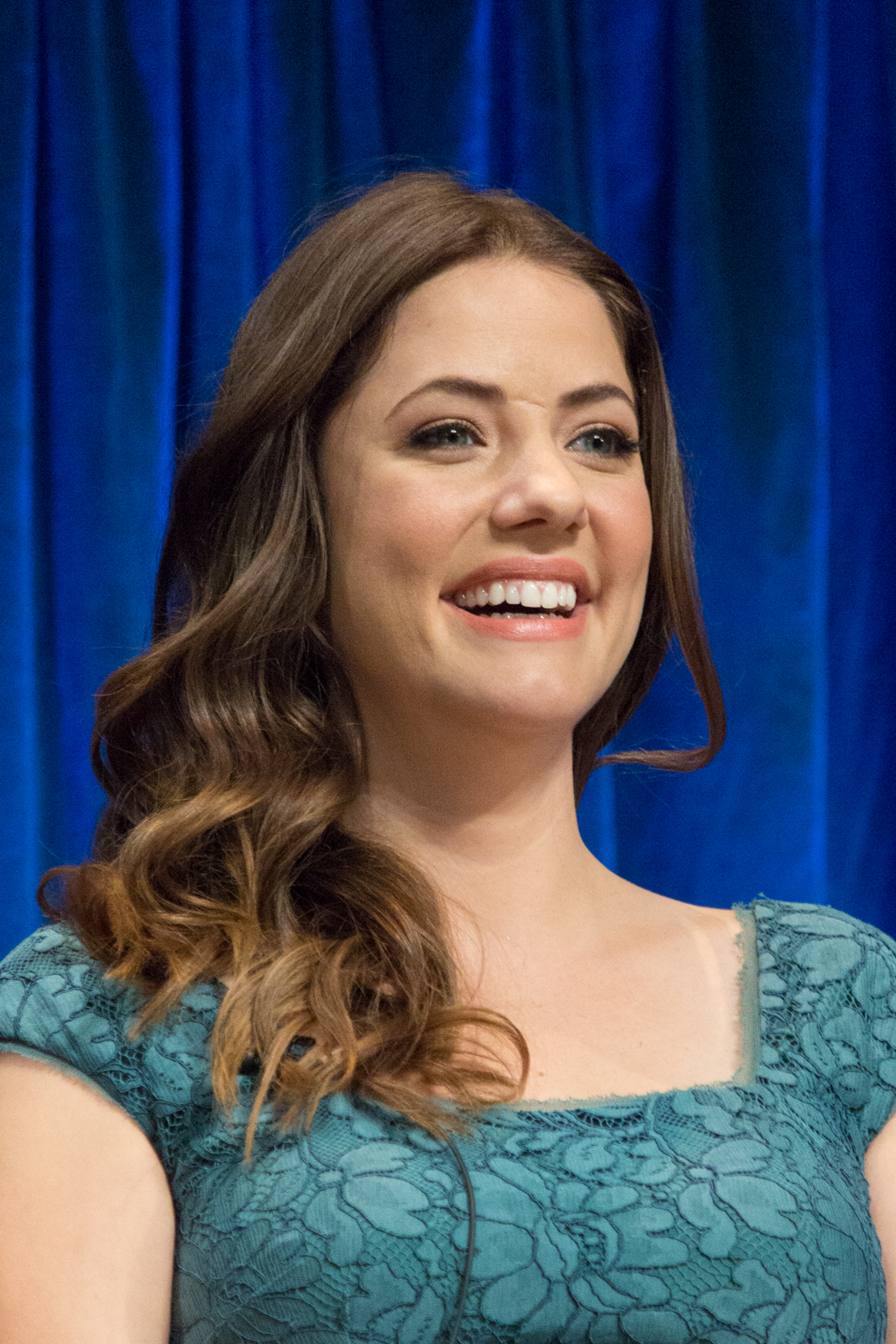
Julie Gonzalo

Andrea Rojas (interpretada por Julie Gonzalo quando adulta, Alexa Najera quando adolescente) é CEO da Obsidian Tech, uma velha amiga de Lena Luthor, ex-namorada de Russell Rogers e nova editora-chefe da Catco Worldwide Media que Kara Danvers e James Olsen não gostam. Em tenra idade, o pai de Andrea, Bernardo, estava com problemas na Obsidian Tech e ela convoca Lena para ajudar a procurar nas ruínas locais o medalhão da Acrata. Quando Andrea o encontra, ela é abordada por um representante do sexo masculino idoso do Leviatã que a leva ao medalhão para que o Leviatã possa usar seus serviços. Quando a representante idosa aparece pela primeira vez, Andrea é informada sobre como ativar suas habilidades ao ser enviada para matar o governador Harper. Então Andrea convence Leviatã a usar Russel Rogers.
Enquanto dirigia a Cat Co., Andrea está sendo investigada por William Dey e seus colegas do London Times, suspeitando que ela seja chefe de um grupo de crime organizado. É revelado que ela tem conexões com Leviatã quando sua representante idosa a visitou afirmando que Rip Roar estava no  D.E.O. sobre custódia. Depois que a primeira tentativa falhou, revelando aos telespectadores que ela foi a pessoa que matou Caroline O'Connor, ela se voltou para Lena em busca de ajuda. Lena forneceu uma distração para Supergirl para que Acrata pudesse fugir com Rip Roar. Acrata assalta D.E.O. com a ajuda de dois humanos possuídos por Aurafacian. Ela é bem sucedida nesta missão enquanto os dois humanos possuídos por Aurafacian foram detidos. Depois de dar a Lena o medalhão, ela testemunha Rip Roar sendo atirado no aeroporto. O representante idoso afirma que Leviatã ainda precisa de seus serviços, enquanto Rip Roar cumpriu seu objetivo. Quando Andrea afirma que Lena tem o medalhão, o representante idoso afirma que seus poderes realmente vieram da escuridão dentro dela. Mais tarde, Rama Khan a usa em uma trama para criar um supervulcão em National City. Esta trama foi frustrada por Supergirl e o Caçador de Marte. Acrata teleporta Rama Khan de volta para a sede do Leviatã e foge.
Após a crise em que a Terra-Prime é formada, Andrea está falando sobre as lentes da Obsidian Tech quando Gamemnae aparece em seu pseudônimo de Gemma Cooper. Andrea mostra as lentes e faz algumas sugestões sobre elas. Durante um teste na Obsidian Platinum, falhou quando Andrea descobriu que simula uma alergia à lagosta. Mais tarde, Gemma a visita e aconselha que a Obsidian Tech colabore com a LuthorCorp para obter os erros. Andrea nunca se tornou uma assassina de Leviatã na Terra-Prime, embora ela ainda tenha o medalhão Acrata que foi visto depois que a Supergirl frustrou a vingança de Amy Sapphire por despedir seu marido viciado em realidade virtual.

### William Dey
William Dey (interpretado por Staz Nair) é o novo repórter estrela da Catco Worldwide Media. Ele secretamente permanece sob o emprego e atua disfarçado para os jornal London Times para investigar Andrea Rojas, suspeitando que ela é uma criminosa. Quando as lentes da Obsidian Tech apareceram, William confrontou uma simulação de Andrea que encobria o que estava acontecendo para a verdadeira Andrea. Mais tarde, William ficou chocado quando descobriu que seu velho colega de faculdade, Russell Rogers, tinha sido transformado em Rip Roar.
Após a crise em que a Terra-Prime é formada, um novo William Dey participou do evento Homem do Amanhã que a família Luthor estava realizando. Em uma conversa particular com Kara, William afirmou que Russell foi morto quando a família Luthor assumiu a empresa de Russell.

## Elenco Recorrente
Esta é uma lista de atores recorrentes e dos personagens que eles interpretaram em vários episódios, com papéis significativos. Os personagens são listados pela ordem em que apareceram pela primeira vez.

### Introduzidos na primeira temporada

#### Eliza Danvers
Eliza Danvers (interpretada por Helen Slater) é uma cientista e mãe adotiva de Kara, que é mais protetora de Kara do que de sua filha biológica, Alex. É ela quem conta a Kara e Alex sobre o marido que trabalha com a D.E.O. para proteger Kara e os avisa sobre Hank, que ele não é confiável por causa de seu envolvimento na morte de Jeremiah. Após a revelação de que J'onn J'onzz assumiu secretamente a liderança da D.E.O. no lugar de Henshaw, Eliza ocasionalmente oferece seu conhecimento científico para a organização quando necessário.
|
Slater interpretou em Supergirl, lançado em 1984 e Lara-El na série de televisão Smallville.

#### Jeremiah Danvers
Jeremiah Danvers (interpretado por Dean Cain) é um cientista e pai biológico de Alex e pai adotivo de Kara, que ofereceu seus serviços ao D.E.O. trabalhando com Hank para proteger Kara. Dez anos antes e sob circunstâncias misteriosas, ele e Hank foram para a América do Sul para capturar J'onn J'onzz, com quem Jeremiah se tornou amigo depois que o alienígena o salvou. Quando Hank alcançou e os viu apertar as mãos, ele tentou matar J'onn, levando a uma briga entre Jeremiah e Hank enquanto tentava impedir Hank de matar J'onzz; Hank, em seguida, esfaqueou Jeremiah, que mais tarde o matou em legítima defesa, caiu no chão e foi deixado para morrer. Ele pediu a J'onzz para cuidar de suas filhas. No presente, J'onn descobre que Jeremiah não apenas sobreviveu ao ataque, mas também está vivo e está sendo mantido no Projeto Cadmus. Na segunda temporada, Jeremiah é resgatado e tenta se reintegrar à sua família e ao D.E.O., mas eventualmente os trai a Cadmus. É revelado que ele fez uma aliança desconfortável com Lillian Luthor, a fim de proteger Alex e Kara dela, e que ele foi ciberneticamente aprimorado como Hank Henshaw. Mais tarde, ele se vira contra Cadmus. Caim interpretou o Superman em Lois & Clark: As Novas Aventuras do Superman.

#### Vasquez
Vasquez (interpretado por Briana Venskus) - Um agente do D.E.O. que frequentemente trabalha em estreita colaboração com Hank (J'onn), Alex e Kara / Supergirl e é responsável por coordenar / transmitir informações sobre ataques alienígenas ou outros incidentes.

#### Alura Zor-El
Alura Zor-El (interpretada por Laura Benanti na primeira e segunda temporada, Erica Durance na terceira e quinta temporada) é a mãe biológica de Kara, que é irmã gêmea de Astra In-Ze. A orientação de Alura (tanto em flashbacks quanto em inteligência artificial kryptoniana que atua como a "mãe" holográfica virtual de Kara, cujos conselhos a Kara pode acessar nos dias de hoje) mostra-se inestimável na jornada de Kara. Devido a uma falha de segurança que Zor-El construiu em torno da cidade de Argo para protegê-la da explosão de Krypton, Alura ainda está viva e faz parte do Conselho Superior de Argo City. Ela morre na crise quando uma onda de antimatéria evapora Argo City, embora seu destino após a criação da Terra-Prime seja atualmente desconhecido.
Foi anunciado que Erica Durance assumiria o cargo de Benanti como Alura na terceira temporada, devido a outros compromissos de Benanti.
Durance anteriormente interpretou Lois Lane em Smallville.

#### Astra In-Ze
Astra In-Ze (interpretada por Laura Benanti) é tia de Kara e irmã gêmea de Alura, que é um dos principais antagonistas do arco da temporada, ao lado de seu marido Non. Ela planeja governar a Terra e tem como alvo Kara por vingança contra Alura, que foi a juíza que a condenou à prisão em Fort Rozz, embora ela afirme que queria salvar Krypton e a Terra. Tentando matar J'onn J'onzz no episódio "Para a Garota Que Já Tem Tudo", Astra é morta por Alex; assim, Non, seu marido, procura se vingar de Kara. Mais tarde, é revelado que o Astra e o Non criaram o Myriad, um programa de controle da mente que é projetado com o objetivo de salvar o ambiente, mas também pode ser usado para escravizar as pessoas, e, portanto, é a principal razão pela qual elas são sentenciadas a Fort Rozz por toda a vida.

#### Maxwell Lord
Maxwell Lord (interpretado por Peter Facinelli) é um magnata da tecnologia que é fascinado por Supergirl. Lord deduz que Supergirl tem uma identidade secreta e está determinado a aprendê-la a qualquer custo, tornando-se sua inimiga no processo, eventualmente usando as conexões de Supergirl com Alex e espionando a segunda. Depois de soltar Bizarro em Supergirl, Maxwell é preso por Alex e mantido pelo D.E.O.. O D.E.O. finalmente o libera, mas o avisa para nunca contar a ninguém a verdade sobre Supergirl ou o D.E.O.; caso contrário, eles liberarão evidências suficientes de seus crimes para mandá-lo para a prisão. Maxwell mais tarde ajuda Supergirl a parar os ataques de Non, e mais tarde ele obtém um suprimento de fonte de energia kryptoniana Omegahedron de Sam Lane.

#### Barry Allen / Flash
Barry Allen / Flash (interpretado por Grant Gustin) é um cientista florense (CSI) do Departamento de Polícia da Central City (CCPD) na Terra-1 que se torna um velocista super-herói depois de ser atingido por um raio infundido de matéria escura. Barry acidentalmente chega à realidade de Supergirl depois de atravessar uma barreira dimensional enquanto testava um acelerador de táquion para os Laboratórios S.T.A.R., faz amizade com Kara e Winn, e revela a existência do multiverso e dos metahumanos para os seus aliados. O Flash ajuda a Supergirl a lutar contra a Curto-Circuito e a Banshee Prateada, além de oferecer conselhos e apoio e fornecer meios para os habitantes da Terra de Supergirl combaterem as ameaças metahumanas do mundo e, eventualmente, retorna ao seu mundo com a ajuda da Supergirl. Na segunda temporada, Barry e seus companheiros heróis da Terra recrutam Kara para seu universo para ajudar a lutar contra os Dominadores, uma armada de invasores alienígenas que atacam seu mundo devido ao medo de seres superpoderosos. O D.E.O. finalmente estabelece uma aliança com os Laboratórios S.T.A.R da Terra-1. após um encontro com o Music Meister. Kara e o D.E.O. acessaram a tecnologia dos laboratórios S.T.A.R. e ocasionalmente se unem aos heróis da Terra-1 em missões. Gustin foi o terceiro ex-aluno do Glee a aparecer no programa, depois de Benoist e Jenner, com Criss sendo o quarto. Gustin reprisa seu papel em The Flash.

#### Non
Non (interpretado por Chris Vance) é um ex-cientista ligado à Casa de El e um oficial militar kryptoniano que é sinistro, poderoso e irritado - a antítese de todas as coisas que Supergirl defende e se torna sua maior ameaça. Non é um dos principais antagonistas do arco da temporada, junto com sua esposa Astra In-Ze. Ele é o marido de Astra - e, portanto, o tio de Kara - e o segundo em comando. Non busca vingança em Kara pela morte de Astra. No entanto, apesar de seu casamento com Astra, Non não é um marido fiel; ele teve um caso com o Indigo em algum momento antes de ser sentenciado à Zona Fantasma.

#### Lucy Lane
Lucy Lane (interpretada por Jenna Dewan), a irmã mais nova de Lois Lane e ex-noiva de James. Além de suas funções como advogada do Ministério Público do Exército dos Estados Unidos (onde ocupava o cargo de major), Lucy é advogada legal da equipe de seu pai, embora renuncie à comissão para permanecer no cargo em National City. Mais tarde, ela aceita um emprego como consultora geral da CatCo. No mesmo episódio, é mencionado que ela se formou na Academia Militar dos Estados Unidos e ganhou seu J.D./M.B.A. da Harvard Law School. Depois de terminar com James novamente, Lucy deixa CatCo e volta para o exército. Ela trabalha com o coronel Jim Harper na investigação de J'onn J'onzz. No entanto, quando Kara revela a ela que ela é Supergirl, ela ajuda a resgatar Hank e Alex, e mais tarde é nomeada diretora interina da D.E.O. No final da primeira temporada, Lucy se torna oficialmente uma co-diretora de J'onn J'onzz depois que ele retorna à D.E.O.

#### Leslie Willis / Curto-Circuito
Leslie Willis / Curto-Circuito (interpretada por Brit Morgan) é uma chocante confiante, abrasiva e engraçada que trabalha para a CatCo e se torna tão perigosa após a Supergirl a resgatar de um possível acidente de helicóptero durante uma tempestade com raios. O resgate sai pela culatra quando Supergirl é atingida por um raio enquanto puxa Leslie para fora do helicóptero - eletrocutando os dois e dando a Leslie poderes elétricos. Ela é capturada e entregue ao D.E.O.. No entanto, mais tarde ela é libertada da prisão por Siobhan Smythe / Banshee Prateada, que quer se unir a ela para se vingar de Cat. Juntamente com sua nova parceira, ela é derrotada pela Supergirl novamente, desta vez com a ajuda do Flash e dos cidadãos de National City, e é colocada em custódia policial depois que o Flash adiciona novos recursos ao Departamento de Polícia da Cidade Nacional para combater e aprisionar criminosos meta-humanos. Na segunda temporada, ela é levada da prisão na tentativa de colher seu poder; ela é salva por Supergirl, que lhe permite escapar sob uma trégua temporária. Ela morre durante uma briga com Régia.

#### Sam Lane
Sam Lane (interpretado por Glenn Morshower) é um poderoso general militar e pai superprotetor de Lucy e Lois, cuja chegada a National City cria problemas para Supergirl quando ele a inscreve em uma perigosa iniciativa do governo.

#### Kal-El / Clark Kent / Superman
Kal-El / Clark Kent / Superman (interpretado por Kevin Caliber não creditado na primeira temporada, Tyler Hoechlin da segunda temporada) é um super-herói do planeta Krypton que defende Metropolis. Ele foi mostrado apenas brevemente durante a primeira temporada, tendo encontrado Kara e comunicado apenas através de mensagens de bate-papo. Daniel DiMaggio aparece como uma versão adolescente alternativa do personagem em uma sequência de sonhos. Perto do final da primeira temporada, Superman se mostra vulnerável ao controle mental de Myriad, como Maxwell Lord disse: "assistia à Vila Sésamo e ia à pré-escola; cuidava da natureza". Isso o deixa inconsciente na D.E.O. até o último episódio, onde ele se pergunta se a dor de cabeça que está tendo é como é uma ressaca. Ele chega a National City no início da segunda temporada para ajudar Kara a lidar com o Projeto Cadmus e Metallo antes de sair para retornar a Metropolis, prometendo retornar se Kara precisar. No final da segunda temporada, Rhea usa Kryptonita prateada para obrigá-lo a lutar contra Kara, que é forçado a nocauteá-lo. Depois que ele se recupera da criptonita, ele ajuda Kara a repelir a frota de invasões de Rhea.
Na quarta temporada, depois de conhecer Barry Allen e Oliver Queen no evento de crossover "Elseworlds" - durante o qual ele ajuda a destruir o desonesto A.M.A.Z.O. robô e derrotando o doutor John Deegan depois que Deegan tenta se transformar no super-homem negro para ser um "herói" - Clark revela que ele e Lois estão se mudando para Argo City depois de saberem que Lois está grávida para garantir sua segurança durante a gravidez, Clark assegurando a Kara que ele acredita que ela pode lidar com seus desafios atuais na Terra, apesar do crescente sentimento anti-alienígena. Clark pede Lois em casamento mais tarde a caminho da Argo City. Mais tarde, Lex planejou usar Claymore em Argo, a fim de destruir o Superman.
Na quinta temporada, Superman e Lois Lane ajudaram na crise. Quando a Terra-Prime é formado, o Superman ajudou na batalha final contra o Anti-Monitor. Além disso, ele agora tem dois filhos.

#### Smythe Siobhan / Banshee Prateada
Siobhan Smythe / Banshee Prateada (interpretado por Italia Ricci) é uma nova contratado da CatCo Worldwide Media que entra em conflito com Kara e mais tarde Supergirl. Ela se torna brevemente a melhor assistente de Cat e tem como objetivo se tornar um magnata da mídia por si só. Ela já atraiu a atenção de Winn, ao descobrir que seu pai havia se envolvido em um caso ao saber que ele era membro de um site ao estilo de Ashley Madison, exposto pelo Indigo. Quando ela vê um vídeo de Supergirl (sob a influência da Kryptonita Vermelha) deixando um alienígena escapar, ela tenta enviá-lo para Cat e depois tenta vendê-lo ao ex-empregador de Cat, Planeta Diário. Quando Cat descobre isso, ela despede Siobhan por sua deslealdade. Depois de outra tentativa de se vingar de Kara fracassa, ela descobre que tem o poder de gritar com sons. Ao saber que as mulheres de sua família são dominadas pelo espírito de uma banshee sempre que são prejudicadas, Siobhan decide se vingar de Cat e Kara se unindo à Curto-Circuito; no processo, ela abraça sua maldição pelos poderes que ela fornece e se torna Banshee Prateada. Além de sua capacidade hipersônica, a força e resistência de Banshee estão equiparadas aos de Supergirl depois que seus poderes aumentaram e está implícito que ela teria outras habilidades. Apesar de odiar Kara, Siobhan escolhe não matá-la, sabendo que ela quebraria sua maldição e perderia seus poderes se o fizesse até que alguém a prejudicasse mais uma vez. Ironicamente, sem saber que Supergirl é Kara, e se o Banshee matasse a super-heroína, ela se tornaria um humano normal novamente. Mais tarde, ela é derrotada por Supergirl e o Flash, juntamente com a Curto-Circuito, e ela e seu parceiro são presos em células metahumanas fornecidas pelo Flash.

#### Índigo
Indigo (interpretado por Laura Vandervoort) é um computador vivo, anteriormente conhecido como Brainiac 8, condenado a Fort Rozz por se voltar contra o povo de Krypton, mas agora imparável na Terra. É revelado que ela foi quem sequestrou o casulo de Kara e conectou o casulo e Fort Rozz que os trouxeram à Terra, e também que ela despreza o Astra. Depois que Kara e Winn a derrotam e ela se desintegra, Non recria Indigo para fazer o que ele pede. A Indigo é permanentemente destruída por J'onn J'onzz durante a tentativa de Non de conquistar a Terra.
Vandervoort anteriormente interpretou Supergirl na série Smallville.

### Introduzidos na segunda temporada

#### Lex Luthor
Lex Luthor (interpretado por Jon Cryer como adulto, Aidan Fink como um garoto) - filho de Lillian e meio-irmão de Lena. Mais tarde, ele serve como principal antagonista do arco da quarta temporada. Anos antes, Lex criou um céu vermelho sobre Metropolis para derrubar o Superman, mas foi pego e enviado para a prisão. No presente, é revelado que Lex secretamente assiste e orquestra uma série de eventos, incluindo a liderança de Ben Lockwood para os Filhos da Liberdade e o alinhamento da Filha Vermelha com a nação desonesta do Kasnia. Mais tarde, ele é libertado da prisão devido a uma doença. Lena decide ajudar Lex trabalhando na cura. Lena expõe Lex a cortar o poder de backup que ele concorda e enviou um Otis que se pensa estar morto para atirar em James, para que Lena não tivesse escolha senão testar a cura (um soro de Harun-El) nele. Também é revelado que Eve estava trabalhando com Lex e Otis. Lex coloca Lena para dormir, deixando Eve para cuidar dela. Lex escapa com Otis, mas é parado por Supergirl. Lex mais tarde desenvolve habilidades metahumanas semelhantes às dos kryptonianos em força e invulnerabilidade após a injeção de Harun-El. Depois de se teletransportar para a segurança quando sua armadura foi destruída por Supergirl na Ilha Shelly, Lex é atingido com o antídoto Harun-El e depois baleado por Lena. Antes de morrer de sua ferida, Lex revela maldosamente a Lena que Kara é Supergirl e que Alex e aqueles que trabalharam com ela mantiveram as informações dela. O cadáver de Lex é posteriormente recuperado pelo Monitor.
Na quinta temporada, Lex foi revivido para ajudar o Monitor a evitar uma crise iminente. Lex concorda, em troca da ajuda do Monitor com um favor envolvendo Lena. Depois de ajudar a evitar a referida crise e ajudar a reiniciar o multiverso, Lex recuperou o controle da LuthorCorp, tornou-se o chefe do D.E.O. (agora uma subsidiária de sua empresa), além de um herói aos olhos da maioria dos recém-criados da Terra-Prime. O acordo que ele fez com o Monitor era que Lena manteria suas memórias e seria sua Co-CEO. Além disso, Lillian agora é a chefe da Fundação Luthor. Para conquistar Lena, Lex usou um organismo indutor de verdade em seu braço. Em um evento do Homem do Amanhã realizado pela família Luthor, William Dey conversou em particular com Kara, suspeitando que eles haviam acabado com Russell Rogers quando compraram sua empresa. Mais tarde, Brainiac 5 o indagou sobre Leviatã, enquanto ele mostra uma imagem de um possível doppelganger que se parece com Winn. Lex Luthor visita Gamemnae em seu pseudônimo de Gemma Cooper e a convence a organizar uma colaboração entre LuthorCorp e Obsidian Tech. Depois de Brainiac 5 se tornar o novo diretor da D.E.O. após a demissão de Alex, ele fornece a Lex as informações de que ele precisa da IA alternativa do Homem-Brinquedo.
Cryer anteriormente interpretou o sobrinho de Lex, Lenny, em Superman IV - Em Busca da Paz.

#### Lillian Luthor
Lillian Luthor (interpretada por Brenda Strong) é a líder do Projeto Cadmus, mãe de Lex Luthor, e madrasta de Lena Luthor, e é a principal antagonista do arco da segunda temporada. Ela e sua equipe foram os responsáveis por transformar John Corben e Hank Henshaw em Metallo e Cyborg Superman, respectivamente. Depois que Metallo teve um encontro com Supergirl e Superman, o Projeto Cadmus finalmente revelou que ficou desonesto e está em guerra contra toda a vida alienígena na Terra. Lillian é presa após uma tentativa fracassada de acabar com todos os alienígenas em National City com uma arma biológica kryptoniana, mas depois é libertada pelo Metallo. Lillian se separa de Lena, já que seu marido a favorece, e culpou a mãe de Lena pela deterioração de seu relacionamento com Lionel. Durante a invasão Daxamita, ela se alia brevemente a Kara para resgatar Mon-El e Lena de Rhea, e ajuda Lena e Winn a preparar uma arma que dispersará o chumbo na atmosfera da Terra para afastar os Daxamitas. Lillian depois mira em Morgan Edge depois que ele envenenou Lena, o que leva os dois a serem derrotados por Supergirl e James Olsen e serem presos pelas autoridades.
Na quarta temporada, Lena colocou sua mãe em liberdade de trabalho quando se tratava de desenvolver o antídoto para o Harun-El. Lillian e Lena são convidadas mais tarde para a Casa Branca por Lex para assistir ao satélite Claymore destruir Argo.
Na quinta temporada, onde as consequências da crise criaram o Terra-Prime, Lena descobre que sua mãe agora é a chefe da Fundação Luthor.

#### Snapper Carr
Snapper Carr (interpretado por Ian Gomez) é um jornalista contratado por Cat Grant para ser o editor-chefe da CatCo Magazine. Carr é repórter / editor de jornal hostil a Kara quando Cat a designa para se tornar uma repórter sob ele, e também para Olsen quando James assume o cargo de Cat.

#### Olivia Marsdin
Olivia Marsdin (interpretada por Lynda Carter) foi a Presidente dos Estados Unidos. É revelado que ela é uma Durlan, depois de assinar um projeto de lei que concede anistia para estrangeiros que vivem incógnitos nos EUA, antes dos quais ela sobrevive a duas tentativas de assassinato. Uma refugiada alienígena benevolente que escapou de seu planeta natal, Durla, quando criança, após uma invasão, Olivia procura proteger outros refugiados e pessoas da Terra de ataques alienígenas e outras ameaças devido à sua experiência, e, portanto, odeia invasores.
Na quarta temporada, Mercy e Otis Graves expõem publicamente Olivia como uma alienígena que a faz renunciar. Isso permite que o vice-presidente Baker seja empossado como o novo presidente dos Estados Unidos.
Carter interpretou anteriormente a personagem homônima da série de televisão dos anos 70, Mulher Maravilha.

#### M'gann M'orzz / Miss Marte
M'gann M'orzz / Miss Marte (interpretada por Sharon Leal) é uma marciana branca que se disfarça de marciana verde, abandonando a herança de sua raça. Ela cuida de um bar subterrâneo para alienígenas em National City. M'gann gradualmente ganha a confiança e a amizade de J'onn J'onzz depois que ele descobre sua verdadeira identidade e descobre que ela é benigna e uma pária do seu próprio povo. Quando J'onn descobre isso, ele coloca M'gann em uma célula onde mais tarde ela sofre um ataque físico. J'onn a salva conectando-se mentalmente. No episódio posterior, M'gann conhece seu ex-companheiro e ajuda J'onn e a D.E.O. a capturá-lo. Apesar de ela e J'onn perceberem que têm sentimentos românticos um pelo outro, M'gann escolhe retornar a Marte para procurar outros Marcianos Brancos que também são contra o selvagem legado de sua raça na esperança de acabar com ele. Mais tarde, M'gann retorna à Terra no final da 2ª temporada com outros marcianos brancos benevolentes para ajudar J'onn a repelir a invasão daximita. Ela revela a J'onn que existe um partido secreto na sociedade dos marcianos brancos que procura derrubar a tirania. É também quando ela e J'onn se beijam pela primeira vez.
Na terceira temporada, episódio três, M'gann chama J'onn para Marte para ajudar ela e outros marcianos brancos a salvar seu pai.
Na quinta temporada, depois de se reconciliar com Malefic, J'onn recomendou que ele ficasse com M'gann para organizar um tratado de paz entre os marcianos verdes e os marcianos brancos.

#### Lyra Strayd
Lyra Strayd (interpretada por Tamzin Merchant) é uma alienígena do planeta Starhaven que tem um interesse romântico em Winn.

#### Demos
Demos (interpretado por Curtis Lum) é um membro da D.E.O. Mais tarde, ele sacrifica sua vida na tentativa de impedir que os seguidores de Selena obtenham os cadáveres de Pureza e Pestilência.

#### Rhea
Rhea (interpretada por Teri Hatcher) é a rainha de Daxam e a mãe de Mon-El. Ela e Lar Gand viajam para a Terra em busca de Mon-El. Ela está totalmente determinada a levar Mon-El de volta para Daxam com ela. Ela engana Lena Luthor para ajudá-la a construir um transportador para trazer uma frota daxamita para conquistar a Terra. Rhea luta contra Kara em um duelo individual pelo destino da Terra, mas se recusa a interromper a invasão apesar de perder, e é morta quando Kara ativa uma arma que amarra a atmosfera da Terra com poeira de chumbo. Antes de sua morte, Mon-El revela a sua mãe que ele sabe que ela matou seu pai o tempo todo devido à sua consciência de sua imoralidade, e assim ele sofrerá com seu pai, mas não com ela.
Hatcher anteriormente retratou Lois Lane em Lois & Clark: As Novas Aventuras do Superman e atuou como Ella Lane em Smallville.

#### Lar Gand
Lar Gand (interpretado por Kevin Sorbo) é o rei de Daxam e pai de Mon-El. Ele e Rhea viajam para a Terra em busca de Mon-El. Depois que ele concorda em deixar seu filho permanecer na Terra, ele é morto por Rhea, que vê sua decisão como uma traição. Apesar de Rhea mentir para o filho que Lar se matou, Mon-El sabe que seu pai não era suicida e percebe que sua mãe o assassinou.

### Introduzidos na terceira temporada

#### Ruby Arias
Ruby Arias (interpretada por Emma Tremblay) é a filha de Samantha, que é uma criança inteligente, de mente independente, fascinada por Supergirl.
Na quarta temporada, é revelado que Ruby e sua mãe se mudaram para Metropolis.

#### Morgan Edge
Morgan Edge (interpretado por Adrian Pasdar) é um promotor imobiliário amoral que está em desacordo com Kara e Lena.

#### M'yrnn J'onzz
M'yrnn J'onzz (interpretado por Carl Lumbly) é o pai de J'onn J'onzz e outro sobrevivente marciano verde que é um líder religioso pacifista em Marte. Ele vem à Terra para viver com J'onn e começa a sofrer de uma forma de demência que o leva a perder o controle de seus poderes mentais. Ele morre e transmite sua sabedoria a J'onn. De tempos em tempos, ele aparece nas visões de J'onn para oferecer orientação e apoio, como na quinta temporada, onde J'onn o perguntava sobre Malefic e o que fazer com ele.
Lumbly já dublou J'onn J'onzz em várias obras de animação.

#### Thomas Coville
Thomas Coville (interpretado por Chad Lowe) é o líder de um grupo religioso que adora Supergirl. Coville mais tarde fez o grupo religioso adorar as Destruidoras de MUndo. Mais tarde, ele é morto por Selena depois que ele serviu ao seu propósito.
Na quinta temporada, Mxyzptlk mostrou a Kara uma realidade possível, onde Kara revelou seu segredo a Lena desde o início. Isso resultou no Agente da Liberdade e Otis sequestrando Thomas e Lena para provocar Supergirl a revelar sua verdadeira identidade. Supergirl faz isso e resgata Thomas e Lena às custas dos Filhos da Liberdade, visando seus entes queridos.

#### Imra Ardeen / Moça de Saturno
Imra Ardeen / Moça de Saturno (interpretada por Amy Jackson) é uma heroína nascida na lua de Saturno, Titã, que possui habilidades telecinéticas. Ela é a esposa de Mon-El e a rival romântica de Kara.

#### Julia Freeman / Pureza
Julia Freeman / Pureza (interpretada por Krys Marshall) é uma música que mora perto de National City que, como Régia e Pestilência, é uma Destruidora de Mundos. Mais tarde, ela e Pestilência se matam mutuamente e têm seus poderes absorvidos por Régia.

#### Grace Parker / Pestilência
Grace Parker / Pestilência (interpretada por Angela Zhou) é uma médica em National City que, como Régia e Pureza, é uma Destruidora de Mundos. No entanto, ao contrário delas, Parker é sociopata e abraça seu alter-ego de Destruidora de Mundos, portanto, suas personalidades se aceitam como um. Mais tarde, ela e Pureza se matam mutuamente e têm seus poderes absorvidos por Régia.

#### Selena
Selena (interpretada por Anjali Jay) é uma sacerdotisa malvada kryptoniana e a principal antagonista do arco da terceira temporada, que originalmente aparece como mentora holográfica das Destruidoras de Mundos e membro do pacto das Destruidoras de Mundos. Seu clã é responsável por criar Régia e ela pessoalmente se refere a ela como sua filha, revelando, portanto, que Selena é a mãe biológica de Reign. Mais tarde, é revelado que ela sobreviveu à destruição de Krypton e é membro do Conselho Superior de Argo City. Selena planeja realizar um ritual que transformará a Terra em um planeta semelhante a Krypton ao estudar a profecia do Livro de Rao.
Na quinta temporada, um doppelganger de Selena e seus seguidores apareceu no Al's Bar ao lado do malvado Brainiac 5. Para libertar sua Terra engarrafada, o malvado Brainiac 5 e Selena trabalharam para em conjunto, sem saber que destruiria o planeta. Este plano foi frustrado por Supergirl, Sonhadora e Brainiac 5, permitindo que os dois retornassem à sua Terra engarrafada.

### Introduzidos na quarta temporada

#### Mercy Graves
Mercy Graves (interpretada por Rhona Mitra) é uma ex-agente do Projeto Cadmus ao lado de seu irmão Otis Graves. Semelhante ao seu homólogo de Superman: A Série Animada, Mercy também era chefe de segurança do que era então conhecido como Luthor-Corp sob o reinado de Lex Luthor; ela renunciou ao cargo devido à obsessão de seu chefe pelo Superman, sentindo que ele não estava vendo o quadro geral. Quando Lillian Luthor foi presa, ela e Otis começaram a trabalhar com o Agente da Liberdade e os Filhos da Liberdade. Ambos foram aparentemente mortos por um Hellgrammite. Enquanto Mercy permaneceu morta, Otis reaparece ao emprego de Lex Luthor.

#### Otis Graves
Otis Graves (interpretado por Robert Baker) é o irmão de Mercy Graves, que é vagamente baseado em Otis no filme de 1978. Ao contrário de sua irmã mais profissional, Otis tem uma tendência mais infantil e sádica, como demonstrado quando ele tortura o Dr. Rohan Vose por diversão, para desaprovação de Mercy. Quando Lillian Luthor foi presa, ele e Mercy começaram a trabalhar com o Agente da Liberdade e os Filhos da Liberdade. Ambos foram mortos por um Hellgrammite.
Otis aparece vivo, tendo sido ressuscitado por Eve Teschmacher. Quando Supergirl e Lena Luthor encontraram informações na cela de Lex Luthor, foi dito a Otis para ir a um local e ficar lá até explodir. Lex então coloca Otis de volta. Ben mais tarde visita Otis, onde, sem saber, conta a trama de Lex Luthor para parecer que ele se reformou. Isso faz com que Ben mate Otis.
Na quinta temporada, Mxyzptlk mostra a Kara uma realidade possível, onde ela revelou sua identidade a Lena desde o início. Isso levou Otis e o Agente da Liberdade a sequestrarem Lena Luthor e Thomas Coville para coagir a Supergirl a revelar sua identidade.

#### Raymond Jensen / Parasita
Raymond Jensen (interpretado por Anthony Konechny) é um agente do D.E.O. que ficou do lado dos Filhos da Liberdade. Após a morte de Mercy e Otis, o Agente da Liberdade submeteu Jensen a um experimento que envolvia a colocação de um parasita alienígena Angon dentro dele. Quando ele absorve a força vital de qualquer pessoa, ela fica murcha. No caso de alienígenas, ele pode absorver suas habilidades.

#### Mackenzie
Mackenzie (interpretado por Jaymee Mak) é repórter da CatCo Worldwide Media.

#### Phillip Baker
Phillip "Phil" Baker (interpretado por Bruce Boxleitner) começou como vice-presidente dos Estados Unidos da presidente Olivia Marsdin. Depois que Marsdin renuncia após que os Filhos da Liberdade a expuseram como uma Durlan, Baker é empossado como o novo presidente dos Estados Unidos. Mais tarde, ele nomea Lauren Haley para supervisionar a D.E.O.; ao contrário de Olivia, ele é um homem egoísta que se importa mais com seus índices de aprovação do que com o bem-estar de seu país e sua moralidade, embora, no entanto, se oponha aos Filhos da Liberdade.
Após as prisões do Agente da Liberdade e Manchester Black, Baker apareceu na D.E.O. sede depois de ver as notícias. Ele ordenou que Supergirl revelasse sua identidade secreta ao público para que isso não afetasse mais os índices de aprovação, mas ela recusou, pois isso colocaria em risco seus entes queridos. Baker dispensou Supergirl dos serviços da D.E.O. esperando que ela aparecesse.
Baker depois faz um exemplo de Menagerie e a prende. Ele também perdoa Ben Lockwood por seus crimes para melhorar sua classificação nas pesquisas.
Supergirl depois tenta convencer o presidente Baker a não lançar um míssil em direção a qualquer nave espacial que se aproxima da Terra. Após a luta de Supergirl com a Elite, ela confronta Baker sobre o satélite que quase caiu. Ela afirma que conseguiu impedir que todos, inclusive os entes queridos de Baker, morressem antes de partir. Mais tarde, Baker convida Lockwood para a Casa Branca, onde ele o torna diretor de assuntos estrangeiros; depois de um encontro desagradável com Supergirl.
À luz da marcha pela paz alienígena, Baker e Lockwood são deixados para realizar perguntas sobre o destino da lei de anistia alienígena.
Quando Baker revoga a Lei de Anistia Alienígena, a Filha Vermelha disfarçada de Supergirl ataca a Casa Branca / ele declara o inimigo público número 1 da Supergirl, para grande desgosto de Alex e Haley.
Depois que Supergirl e Lena Luthor escaparam de um laboratório em que Otis explodiu e o fato de que Supergirl não apareceu na sede do D.E.O., o Presidente Baker não teve escolha senão substituir os Filhos da Liberdade.
Em algum momento, Baker tem Kryptonita instalada em seu escritório para proteger contra novos ataques da Filha Vermelha que Baker ainda confundiu com Supergirl. Em seu disfarce civil, Kara se reúne com Baker para apresentar evidências de que Lex Luthor está conspirando com a Kaznia para atacar os EUA. Baker pega as evidências e pergunta a Kara se mais alguém conhece sua descoberta. Quando ela diz que não, Baker a ignora.
Após ser revelado que Baker trabalhava com Lex Luthor o tempo todo. Lex Luthor "mata" a Filha Vermelha na TV, Baker afirma que Lex Luthor matou Supergirl e afirma que ela era o cérebro do ataque de Kaznian.
Depois que o blog escrito por Kara expõe os crimes de Lex Luthor após a luta em Shelly Island, Baker sofre impeachment pelo congresso, afastado do cargo e preso por seu envolvimento com Lex. Isso faz com que o vice-presidente Plastino seja empossado como presidente em exercício até que as reeleições possam ser realizadas novamente, com o primeiro ato de Plastino sendo o restabelecimento da Lei de Anistia Estraterrestre.
NOTA: Brent Spiner foi originalmente escolhido como Baker, mas teve que renunciar devido a uma emergência familiar. Como resultado disso, o papel foi reformulado para Bruce Boxleitner.

#### Lydia Lockwood
Lydia Lockwood (interpretada por Sarah Smyth) é casada com Ben Lockwood e mãe de George Lockwood. Ela é morta no episódio "Sonho Americqno", quando um alienígena invade a casa de Ben Lockwood em represália por sua participação ativa em detenções alienígenas.

#### George Lockwood
George Lockwood (interpretado por Graham Verchere) é filho de Ben e Lydia Lockwood. Quando adolescente, vivendo circunstâncias caóticas, George foi o primeiro a começar a imitar a retórica xenofóbica de seu avô, que só piora com a doutrinação de seu pai. Ele lidera brevemente os Filhos da Liberdade como uma figura de proa enquanto seu pai está sob custódia, ajudando na derrota inicial de Menagerie, antes de Ben ser perdoado e retomar o comando. Depois de descobrir que um de seus amigos era um alienígena, ele começa a reconsiderar ajudar seu pai. Depois que sua mãe foi morta, George culpa seu pai por sua campanha contra alienígenas que levaram à morte de sua mãe e promete que ele não o perdoará, o que prejudica seu relacionamento com seu pai. Após a prisão do Agente da Liberdade, George aparece na TV pedindo que humanos e alienígenas cooperem entre si, afirmando que pessoas como seu pai tentou separá-los.

#### Manchester Black
Manchester Black (interpretado por David Ajala) é um homem que se apaixonou por um Empath de Ikthanol chamado Fiona Byrne. Depois que ela foi capturada pelos Filhos da Liberdade, Manchester trabalhou com o Caçador de Marte para encontrá-la. Quando eles encontram uma Fiona gravemente ferida na van Mercy e Otis, Manchester teve seus momentos finais com uma Fiona moribunda enquanto Caçador de Marte tentava curá-la. Após a morte de Fiona, Manchester foi comprar armas para se vingar dos responsáveis pela morte de Fiona. Após um tiroteio com alguns membros dos Filhos da Liberdade, Manchester tortura um membro sobrevivente na identidade de seu superior. O membro não identificado dos Filhos da Liberdade afirma que ele recebeu ordens de Caldwell quando Manchester atira no membro não identificado dos Filhos da Liberdade(fora da tela). Manchester passou a alvejar Caldwell, onde ele o massacrou e os membros dos Filhos da Liberdade com ele, depois de obter as informações sobre Ben Lockwood. Depois de manter Lydia Lockwood como refém, Manchester enfrentou Ben Lockwood até que eles foram parados por Supergirl e Nia Nal. Depois, Manchester e Ben foram presos pela polícia. Ele foi brevemente visitado pelo Caçador de Marte na Cadeia Central Masculina de National City antes de testemunhar Ben Lockwood sendo encarcerado.
Mais tarde, Manchester Black escapa da prisão e forma a Elite com Menagerie, Hat e Morae sem nome em seus planos de se vingar de Ben Lockwood e os Filhos da Liberdade.
Supergirl e Martian Manhunter continuam investigando Manchester, que confronta os dois usando uma equipe que aciona as memórias de J'onn para voltar. Pouco antes de Lena Luthor e Kelly Olsen poderem usar a cura em James Olsen para que eles possam ver se ele pode funcionar em um Lex Luthor moribundo, Manchester causa uma queda de energia em toda a cidade. Supergirl e Caçador de Marte enfrentam Manchester novamente. Caçador de Marte mata Manchester enquanto Kara impede que a cidade seja inundada.

#### Sarah Walker
Sarah Walker (interpretada por Françoise Robertson) é a chefe de gabinete da Casa Branca do presidente Phil Baker.

#### Malefic J'onzz
Malefic J'onzz (interpretado por Phil LaMarr quando adulto, Marcello Guedes quando menino e Domonique Robinson quando adolescente) é um marciano verde, filho de M'yrnn J'onzz e irmão de J'onn J'onzz. . Ele nasceu com a capacidade de introduzir pensamentos em outras mentes, levando M'yrnn a colocá-lo em confinamento solitário para proteger os outros dele. Malefic foi trazido para a Terra da Zona Fantasma pelo Monitor e começa seus planos de se vingar de J'onn.
Ele começa libertando Midnight da Zona Fantasma. Com a ajuda da Obsidian Tech, J'onn descobre que Malefic traiu os marcianos verdes aos marcianos brancos e usou uma maldição da morte em alguns deles, o que levou Malefic a ser banido para a Zona Fantasma. J'onn então limpou a própria existência de Malefic da memória coletiva dos marcianos verdes, a fim de poupar M'yrnn da dor de seu fracasso com Malefic. Mais tarde, Lena faz um experimento em Malefic, permitindo que ele assuma uma forma humana mais próxima de seu pai e irmão. Seguindo o conselho de M'yrnn, J'onn confronta Malefic. Depois de uma breve fusão mental, os irmãos se reconciliam. Malefic ajuda o D.E.O. impedir Lena de usar Myriad no momento em que Supergirl e J'onn estavam lutando com Rama Khan. Feito isso, J'onn fornece a Malefic um de seus carros para que Malefic possa retornar a Marte e trabalhar com a Miss Marte para terminar a guerra entre os Marcianos Verdes e os Marcianos Brancos. O lançamento de Malefic da Zona Fantasma fazia parte de um teste do Monitor pelo qual J'onn passou.

### Introduzidos na quinta temporada

#### Gamemnae
Gamemnae (retratado por Cara Buono) é um Leviatã de alto escalão com tecnocinese, eletrocinese e a habilidade de assumir uma forma metálica que veio para a Terra do planeta irmão de Krypton, Jarhanpur, durante a era dos dinossauros. Ela assume o comando das operações de Leviathan após as numerosas falhas de Rama Khan, onde o Ungido ordenou que ela reatribuísse a posição de Rama Khan a Tezumak. Após a crise onde o Earth-Prime foi formado, Gamemnae visitou Andrea na Obsidian Tech se passando por Gemma Cooper, membro do conselho de diretores. Ao experimentar as lentes de realidade virtual, ela faz algumas ideias sobre como Andrea pode melhorá-las. Lex Luthor a rastreou e a persuadiu a permitir que a LuthorCorp ajudasse a melhorar o próximo projeto Obsidian Platinum. Vencida pelo conselho de Lex, Gemma instrui Andrea para que a Obsidian Tech colabore com a LuthorCorp. Gemma mais tarde faz com que Margot informe ao Ungido que a LuthorCorp está em suas garras, conforme planejado. Lex depois a visita durante o tempo em que Andrea estava sendo visada e avisa para que seu pessoal fique fora disso. Depois que a ameaça foi interrompida, Lex afirma para Gemma que gostaria de conhecer seu povo. Gamemnae mais tarde confrontou Lex sobre o assassinato de Margot. Lex afirma que ela deve concentrar sua raiva em sua inimiga comum, a Supergirl. Gamemnae mais tarde dá a Rama Khan uma segunda chance ao obter um item específico, enquanto o aconselha a não falhar. Gamemnae, como Gemma, mais tarde contata Lex para informá-lo que Rama Khan obteve a criptonita que estava em posse do D.E.O. e organiza para que Lex encontre seu povo. Quando Lex é trazido para sua nave, Gamemnae dá a ele um alfinete para protegê-lo das defesas da nave. Os dois começam o Festival da Unidade, onde ela envia Rama Khan, Tezumak e Sela para atrair a Supergirl. Quando Supergirl entra na realidade virtual, Lex encontra sua assinatura no sistema e aconselha Gamemnae a enviar um de seus assassinos para destruir o corpo físico de Supergir. Isso faz com que Gamemnae revele sua natureza a Andrea Rojas como a pessoa que a resgatou da caverna e a aconselha a matar a Supergirl para evitar que sua empresa entre em colapso e decepcione seu pai. Depois que Brainiac 5 insere o código que o leva a engarrafar Rama Khan, Tezumak e Sela, Lex encontra Gamemnae fechando como um efeito colateral. Mais tarde, ela volta ao se livrar de seu disfarce humano.

## Participações Especiais
A seguir, é apresentada uma lista de participações especiais e dos personagens que eles interpretaram em vários episódios, com papéis significativos. Os personagens são listados pela ordem em que apareceram pela primeira vez.

### Introduzidos na primeira temporada
- Zor-El (interpretado por Robert Gant) - o pai biológico de Kara.
- O Comandante (interpretado por Faran Tahir) - Um especialista militar alienígena que lidera as forças alinhadas contra Supergirl. [67]
- Vartox (interpretado por Owain Yeoman) - Um condenado alienígena que se esconde na Terra nos últimos doze anos e busca uma batalha com Supergirl depois que ela surge, usando a tentativa de acidente de avião que Kara abortou para atraí-la para fora. Ele comete suicídio depois que Kara o derrota em sua revanche antes que ele possa destruir National City. [68]
- Hellgrammite (interpretado por Justice Leak) - Um fugitivo alienígena sem nome de Fort Rozz que se alimenta de DDT e é da mesma raça alienígena de mesmo nome. Mais tarde, ele é morto por Alex.[69] Outro Hellgrammite aparece na quarta temporada como um alienígena controlado pelos Filhos da Liberdade, que é feito para atacar um carnaval. Ele é derrotado por Supergirl, Alex e Guardião, que o libertam de sua posse. Depois de matar Mercy e Otis Graves como recompensa e por seus planos anti-alienígenas, o Hellgrammite se rende pacificamente.
- Ben Krull / Reator (interpretado por Chris Browning) - Um ex-físico nuclear e inimigo de Superman que decide se vingar dele tentando matar Supergirl como recompensa pela morte de sua esposa.[70]
- Carter Grant (interpretado por Levi Miller) - O filho de Cat Grant, ele é sensível e tímido e tem uma queda por Supergirl, que ele confessa a Kara quando ela toma conta dele.
- T. O. Morrow (interpretado por Iddo Goldberg) - Um cientista brilhante. Que mais tarde reprograma Tornado Vermelho para matar Kryptonianos e ambos são derrotados por Alex e Kara, respectivamente. [71][72]
- Tornado Vermelho (dublado e capturado por movimento por Iddo Goldberg) - Um androide projetado como a super arma definitiva que ganha senciência.
- Katherine Grant (interpretada por Joan Juliet Buck) - Mãe de Cat Grant, a quem Cat desprezou devido ao seu fracasso em reconhecer o sucesso de sua filha. Até Kara mal consegue ficar na presença de Katherine por muito tempo.[73]
- Jemm (interpretado por Charles Halford) - Um prisioneiro alienígena que usa a pedra preciosa embutida na testa para manipular as emoções e o comportamento das pessoas. Ele é um conquistador de 12 planetas, pelos quais também foi condenado.[74]
- Bizarro (interpretado por Hope Lauren) - Uma imagem no espelho da Supergirl, vagamente baseada no Bizarro Superman.[75][76] Lord a cria infundindo uma Jane Doe em coma com o DNA de Kara e as células sanguíneas negras, e ordena que ela destrua Supergirl depois de descobrir a verdadeira identidade deste. Com exceção da visão de calor e do sopro congelante, seus poderes são idênticos aos da Supergirl. Ela é derrotada por Kara depois que a D.E.O. a injeta com criptonita azul e é colocada em estado de coma na sede da D.E.O.. A criptonita regular apenas fortaleceria o Bizzaro.
- Winslow Schott Sr. / Homem-Brinquedo (interpretado por Henry Czerny) - Um gênio criminoso louco e o pai distante de Winn que arma os brinquedos para causar destruição, enquanto procura vingança de seu ex-chefe por roubar suas ideias, o que levou Winslow a enviar uma bomba para sua local de trabalho ao custo de seis vidas, excluindo seu chefe, que sobreviveu porque a secretária abriu as malas por acidente.[77][78][79] Ele não quer nada além de reparar o vínculo entre ele e Winn, mas é visto como louco e improvável por seu filho. Homem-Brinquedo mais tarde morre na prisão e é sucedido por Jacqueline Nimball. Winn mais tarde encontra a consciência digital de seu pai, que implora a seu filho que o ajude. Winn relutantemente permite que ele ajude enquanto o Homem-Brinquedo luta contra o Winn alternativo. Depois que Winn digita o código para interromper o hacking, a consciência do Homem-Brinquedo e a consciência alternativa de Winn são excluídas.
- Cameron Chase (interpretado por Emma Caulfield) - Um agente do FBI.
- Adam Foster (interpretado por Blake Jenner) - o filho mais velho de Cat Grant e, portanto, o meio-irmão de Carter. Ele serve como potencial interesse amoroso de Kara e, portanto, outro rival de James e Winn. Jenner foi o segundo ex-aluna de Glee a aparecer no programa, depois de Benoist, sua até então esposa. Gustin e Cris seriam o terceiro e o quarto, respectivamente.[80][81]
- Miranda Crane (interpretada por Tawny Cypress) - Uma senadora que usa suas crenças anti-alienígenas para obter votos, mas é forçada a pedir ajuda a Supergirl quando sua visita a National City é interrompida por um ataque alienígena. Ela é sequestrada pelo Marciano Branco, que se apresenta como Crane para matar o Caçador de Marte até que Supergirl o ajude a evitá-lo antes que ele vá além. O verdadeiro Crane pede desculpas e promete ajudar a fazer as pazes com seres humanos e alienígenas.[82]
- Detetive Draper / Master Jailer (interpretado por Jeff Branson) - Um guarda de terceira geração em Fort Rozz que se torna vigilante depois de saber que muitos de seus presos estavam soltos na Terra. Ele está empenhado em perseguir os fugitivos e levá-los à justiça, acreditando que ele é juiz, júri e carrasco na Terra, mesmo que os criminosos tenham sido condenados por crimes mais leves. Ele se apresenta como um detetive da cidade nacional para obter informações sobre o paradeiro dos fugitivos.
- James Harper (interpretado por Eddie McClintock) - Coronel do Corpo de Fuzileiros Navais dos Estados Unidos que lidera a investigação do caso de Hank Henshaw / J'onn J'onzz ao lado de Lucy Lane.
- Maxima (interpretado por Eve Torres Gracie) - Outro prisioneiro alienígena que é a rainha do planeta Almerac e uma vez tentou fazer do Superman seu companheiro. Ela tenta escapar com a ajuda dos agentes da D.E.O., incluindo Lucy Lane (sob a influência de Myriad) antes de Kara conseguir detê-la.

Os apresentadores do The Talk, Sara Gilbert, Julie Chen, Sharon Osbourne, Aisha Tyler e Sheryl Underwood, participaram como elas mesmas.

### Introduzidos na segunda temporada
- John Corben / Metallo (interpretado por Frederick Schmidt) - Um assassino internacional que é transformado em ciborgue pelo Projeto Cadmus depois de ser gravemente ferido tentando matar Lena Luthor. Mais tarde, ele é morto depois que a criptonita que foi infundida em seu corpo o transformou em uma bomba viva. 
  - Schmidt também dublou o colega Terra-X do Metallo em "Crise na Terra-X". Um membro do Novo Reichsmen, Metallo-X foi designado para subjugar Supergirl por Arqueiro Negro e Overgirl. Mais tarde, ele é morto pelo esforço conjunto dos heróis da Terra-1 e da Terra-X.
- Gilcrist / Metallo (interpretado por Rich Ting) - Um médico que trabalha na Cadmus, que se tornou o segundo Metallo e mandou trabalhar ao lado de Corben.
- Scorch (interpretado por Nadine Crocker) - Um alienígena pirocinético que tenta assassinar o presidente Marsdin.
- Veronica Sinclair / Roleta (interpretada por Dichen Lachman) - O operador de um clube de luta alienígena subterrâneo em National City, que mais tarde se torna traficante de seres humanos para um comércio de escravos alienígena.
- Draaga (interpretado por John DeSantis na segunda temporada, Glenn Ennis na terceira temporada) - Um combatente alienígena no clube de luta subterrâneo da Roleta. Depois de derrotar Supergirl em seu primeiro encontro, ela o derrotou durante o segundo encontro, depois que os kryptonianos descobriram seu ponto fraco.
- Rudy Jones / Parasita (interpretado por William Mapother) - Um cientista que trabalha na solução de mudanças climáticas que foi fundido com um parasita alienígena, dando-lhe a capacidade de absorver poderes ou a vida de uma pessoa. Jones começou a matar senadores que estavam interrompendo as tentativas de pesquisar as mudanças climáticas enquanto ele lentamente se transformava em uma criatura roxa depois de absorver os poderes de J'onn e Kara. Jones acaba sendo morto quando este o obriga a absorver um isótopo radioativo.
- Phillip Karnowsky / Barrage (interpretado por Victor Zinck Jr.) - Um ex-SEAL da Marinha que acabou se tornando um vigilante vingativo depois que sua esposa foi assassinada.
- Cisco Ramon / Vibro (interpretado por Carlos Valdes) - Um membro da equipe do Flash dos Laboratórios S.T.A.R. da Terra 1, bem como um metahumano com a capacidade de detectar anomalias na realidade, emitir ondas sonoras concussivas e abrir brechas entre os mundos. Cisco também é um inventor genial que criou um extrapolador para comunicação interdimensional e viagens para Kara. Valdes reprisa seu papel em The Flash.
- Izzy Williams (interpretada por Harley Quinn Smith) - Uma jovem que foi sequestrada e transportada para o planeta Maladoria por Veronica Sinclair como parte de uma quadrilha de contrabando.
- Lionel Luthor (interpretado por Ian Butcher) - O marido de Lillian Luthor, bem como o pai de Lex e Lena, que foi o CEO anterior da LuthorCorp. Ele faleceu em algum momento.
- Mister Mxyzptlk (interpretado por Peter Gadiot na segunda temporada, Thomas Lennon na quinta temporada) - Um trapaceiro travesso da 5ª Dimensão. Ele tenta forçar Kara a se casar com ele, mas é banido para a 5ª Dimensão quando ela o engana a soletra seu nome para trás. Mxyzptlk mais tarde visita Kara e Alex em seu apartamento após a demissão de Alex da D.E.O. Querendo reparar suas transgressões passadas em relação a Kara, com sua aparência anterior sendo uma forma que ele assumiu, ele mostra possíveis realidades em Kara, onde Supergirl revelou sua identidade a Lena em diferentes pontos que sempre terminavam mal de alguma forma. Quando chegou a uma possível realidade em que Supergirl e Lena nunca se conheceram, Lena assumiu a metade restante da Cidade Nacional e aproveitou os poderes da 5ª Dimensão para alimentar seus Hope-Bots, o que explicava por que Mxyzptlk era incapaz de usar seus poderes. Também foi mencionado que Hat era um velho amigo de bebida que pegou seu chapéu. Uma vez que Mxyzptlk conseguiu desenhar a 5ª Dimensão, ele desfez a realidade.
- Mandrax (interpretado por Paul Lazenby) - Um contrabandista de arte alienígena preso em Fort Rozz.
- Music Meister (interpretado por Darren Criss) - Um ser extradimensional com a capacidade de hipnotizar as pessoas, enviando-as para um mundo de sonhos auto-criado, que lhe permite absorver suas habilidades. (Criss foi o quarto ex-aluno de Glee a aparecer no programa, depois de Benoist, Jenner e Gustin.)
- Jack Spheer (interpretado por Rahul Kohli) - O CEO da Spheerical e ex-namorado de Lena que criou uma solução médica nanotécnica chamada Biomax.
- Marcus (interpretado por Lonnie Chavis) - Um jovem alienígena que se une a James Olsen.
- General Zod (interpretado por Mark Gibbon) - O inimigo mais temido do Superman. Ele aparece apenas nas alucinações induzidas por criptonita de prata do Superman. Embora tenha sido mencionado que o Superman o matou, ele foi revivido de alguma forma no século 30.

### Introduzidos na terceira temporada
- Gayle Marsh / Psi (interpretado por Yael Grobglas) - Um vidente metahumano que usa a mente das pessoas contra eles.
- Oscar Rodas (interpretado por Carlos Bernard) - O pai de Maggie Sawyer e um policial.
- Patricia Arias (interpretada por Betty Buckley) - A mãe adotiva de Samantha Arias, que se separa de sua filha depois que engravidou de Ruby na adolescência. Mais tarde, ela foi esfaqueada por Régia e morreu devido aos ferimentos sob custódia da D.E.O..
- Olivia (interpretada por Sofia Vassilieva) - Uma mulher que se tornou membro do Culto a Rao de Thomas Coville. Mais tarde, ela se deparou com um artefato kryptoniano que, quando em suas mãos, faria dela uma assassina do mundo. Quando ela não pode ser removida de Olivia, Supergirl usou sua visão de calor para aquecê-la o suficiente para sair de sua mão e, em seguida, usou seu sopro congelante para esfriar a mão de Olivia.
- Oliver Queen / Arqueiro Verde (interpretado por Stephen Amell) - Um ex-playboy bilionário que se tornou prefeito de Star City da Terra-1 e que atua como vigilante, o Arqueiro Verde. Ele é um amigo íntimo e aliado do Flash que faz amizade com Kara. Amell reprisa seu papel de Arrow.
  - Oliver Queen / Arqueiro Negro (interpretado por Stephen Amell) - o doppelganger da Terra-X de Oliver, líder do regime nazista da Terra-X e o marido de Overgirl.
  - Amell também retrata uma versão mais antiga de Oliver Queen da Terra-16.
- Professor Martin Stein / Nuclear (interpretado por Victor Garber) - Um membro das Lendas, físico nuclear e metade do super-herói Nuclear com Jefferson Jackson da Terra-1. Garber reprisa seu papel de Legends of Tomorrow.
- Joe West (interpretado por Jesse L. Martin) - pai de Iris West e membro do Departamento de Polícia de Central City da Terra 1. Martin reprisa o papel de The Flash.
- Felicity Smoak / Observadora (interpretado por Emily Bett Rickards) - Uma especialista T.I. e esposa de Oliver Queen da Terra-1. Rickards reprisa seu papel de Arrow.
- Sara Lance / Canário Branco (interpretada por Caity Lotz) - Um ex-membro da Liga dos Assassinos e líder das Lendas da Terra-1. Lotz reprisa seu papel de Arrow e Legends of Tomorrow.
- Harrison "Harry" Wells (interpretado por Tom Cavanagh) - Um membro do Time Flash da Terra-2. Cavanagh reprisa seu papel em The Flash.
  - Eobard Thawne / Flash Reverso (também interpretado por Cavanagh) - Um velocista desonesto que viaja no tempo e o inimigo de Barry Allen do futuro distante da Terra-1. Cavanagh reprisa seu papel em The Flash.
  - Nash Wells / Pariah (também interpretado por Cavanagh) - Um explorador multiversal que foi levado a liberar o Anti-Monitor e se transformou em um "pária" por causa disso.
- Mick Rory / Onda-Térmica (interpretado por Dominic Purcell) - Um membro das Lendas e ex-criminoso da Terra-1 equipado com uma arma capaz de queimar quase tudo. Purcell reprisa seu papel em The Flash e Legends of Tomorrow.
- Iris West (interpretada por Candice Patton) - noivo de Barry Allen e associado da Terra-1. Patton reprisa seu papel em The Flash.
- Jefferson Jackson / Nuclear (interpretado por Franz Drameh) - Um membro das Lendas e a outra metade do herói Nuclear com Martin Stein da Terra-1. Drameh reprisa seu papel de Legends of Tomorrow.
- Caitlin Snow / Nevasca (interpretada por Danielle Panabaker) - Uma especialista em bio-engenharia dos laboratórios S.T.A.R. e metahumano com habilidades criocinéticas da Terra-1. Panabaker reprisa seu papel em The Flash.
- Wally West / Kid Flash (interpretado por Keiynan Lonsdale) - irmão de Iris com habilidades semelhantes às de Barry Allen, da Terra-1. Lonsdale reprisa seu papel em The Flash.
- David Singh (interpretado por Patrick Sabongui) - O capitão da polícia do Departamento de Polícia de Central City da Terra-1. Sabongui reprisa seu papel em The Flash.
- Clarissa Stein (interpretada por Isabella Hofmann) - A esposa de Martin Stein da Terra-1. Hofmann reprisa seu papel em The Flash.
- Lily Stein (interpretada por Christina Brucato) - A filha e colega científica de Martin Stein, bem como uma especialista em nanotecnologia da Terra-1. Brucato reprisa seu papel em The Flash.
- Cecile Horton (interpretada por Danielle Nicolet) - namorada de Joe West da Terra-1. Nicolet reprisa seu papel em The Flash.
- Nora West-Allen (interpretada por Jessica Parker Kennedy) - Uma garota misteriosa com super velocidade. Ela foi vista pela primeira vez no casamento de Barry Allen e Iris West antes que as forças do Arqueiro Negro o derrubassem. Mais tarde, ela apareceu em The Flash, onde se apresenta como a versão futura da filha de Barry Allen e Iris West.
- Jindah Kol Rozz (interpretada por Sarah Douglas) - Uma sacerdotisa kryptoniana presa em Fort Rozz, que tem informações vitais sobre o culto esotérico de que Régia é.
- Sra. Schott (interpretada por Laurie Metcalf) - A mãe distante de Winn e a esposa do Homem-Brinquedo.
- Jacqueline Nimball (interpretada por Brooke Smith) - O protegido e sucessor do Homem-Brinquedo.
- Tanya (interpretada por Nesta Cooper) - Um morador da Cidade Nacional que se tornou membro do Culto de Rao.
- Jul-Us (interpretado por Tim Russ) - Um kryptoniano que sobreviveu à destruição de Krypton e é membro do Conselho Superior de Argo City.
- Arthur Willis (interpretado por Bradley White) - Um homem que planejava vingar-se de uma empresa vendendo armas baseadas nas da D.E.O.
- Thara Ak-Var (interpretada por Esmé Bianco) - Um kryptoniano e um velho amigo de Kara que vive em Argo City.
- Val (interpretado por Benjamin Goas) - Um kryptoniano que vive em Argo City.
- Felra (interpretado por Kerry Sandomirsky) - Um kryptoniano que vive em Argo City e serve uma serva de Selena.
- Lir-Al (interpretado por Todd Thomson) - Um kryptoniano que vive em Argo City.
- Vita (interpretada por Rosemary Hoschchild) - Uma sacerdotisa negra kryptoniana que atua como membro do Pacto das Destruidoras de Mundos de Selena.
  - Hoschchild também interpretou sua doppelganger da Terra engarrafada, que trabalhou com o malvado Brainiac 5 para libertar sua Terra.

William Katt participou como o ministro que presidiu o casamento de Barry Allen e Iris West antes de ser incinerado por Overgirl quando as forças de Arqueiro Negro atacaram.

### Introduzidos na quarta temporada
- Fiona Byrne (interpretada por Tiya Sircar) - Uma empata do planeta Ikthanol que se apaixona por Manchester Black. Ela trabalha como bargirl e ativista alienígena antes de ser capturada pelos Filhos da Liberdade e esfaqueada pelo Agente da Liberdade. Depois que ela é encontrada em um estado de morte na van da Mercy, o Caçador de Marte tenta curar Fiona, que tem seus momentos finais com Manchester. Sua morte motiva Manchester a planejar vingança contra os responsáveis.
- Dr. Rohan Vose (interpretado por Vincent Gale) - Um membro bem conceituado do grupo de apoio alienígena de Fiona que é atacado e torturado pelos Filhos da Liberdade.
- Peter Lockwood (interpretado por Xander Berkeley) - O pai odioso de Ben Lockwood, um tradicionalista que se recusa a considerar a adaptação a um mundo em mudança e culpa os refugiados por seus problemas. É revelado que ele pereceu durante os eventos do final da terceira temporada, onde escolhe ficar em sua fábrica de aço em colapso, em vez de aceitar as coisas como estavam. As atitudes e ações de Peter levariam seu filho à radicalização, apesar de Ben ter sido inicialmente mais justo.
- Dean Petrocelli (interpretado por Kirby Morrow) - Um policial de National City e membro dos Filhos da Liberdade. Ele é morto por Manchester Black.
- John Deegan (interpretado por Jeremy Davies) - Um psiquiatra do Asilo Arkham da Terra-1, que recebe do Monitor oo Livro do Destino. Seu segundo uso do Livro do Destino dá a ele a aparência de Superman vestindo uma versão preta do seu traje. Depois de uma conversa com o Monitor, Arqueiro Verde dispara uma flecha que apaga os efeitos do Livro do Destino e deixa Deegan desfigurado. Deegan é mandado para Asilo Arkham, onde ele se torna um vizinho de Psico-Pirata.
- Lois Lane (interpretada por Elizabeth Tulloch) - Uma repórter do Planeta Diário da Terra-38 e o interesse amoroso do Superman. Lois mais tarde ajudou durante a crise. Após a crise em que a Terra-Prime é formada, ela e Superman têm dois filhos.
- Kate Kane / Batwoman (interpretada por Ruby Rose) - A prima de Bruce Wayne na Terra-1, que dirige a Wayne Enterprises e luta contra o crime depois que Bruce Wayne deixou Gotham City há três anos.
- John Diggle (interpretado por David Ramsey) - Um agente da A.R.G.U.S. e amigo íntimo de Oliver Queen e Felicity Smoak da Terra-1.
- Roger Hayden / Psicopirata (interpretado por Bob Frazer) - Um preso do Asilo Arkham. Quando John Deegan é encarcerado, o psicopata está na cela ao lado dele, enquanto ele diz a Deegan "os mundos viverão, os mundos morrerão e o universo nunca mais será o mesmo".
- Nora Fries (interpretada por Cassandra Jean Amell) - Uma prisioneira do Asilo Arkham.
- A.M.A.Z.O. - Um andróide criado pelos Laboratórios Ivo em nome de A.R.G.U.S. que pode copiar os poderes de todo metahumano e de outros seres com habilidades sobre-humanas que ele vê. É preciso a combinação de Superman, Supergirl e Oliver Queen com o Flash para permitir que Barry Allen como Arqueiro Verde o atinjam com uma flecha carregada de vírus de computador. Outro A.M.A.Z.O. retorna como parte de uma nova realidade criada por John Deegan. Este é derrotado por Brainiac 5.
- General Alfonso Tan (interpretado por Russell Wong) - Um colega de Lauren Haley, ele a ajudou na doutrinação de um par de alienígenas chamados Morae para se tornarem armas para o governo dos EUA.
- Maeve Nal (interpretada por Hannah James) - Irmã mais velha de Nia Nal.
- Isabel Nal (interpretada por Kate Burton) - Mãe de Maeve e Nia e esposa de Paul, Isabel é uma naltoriana que emigrou para a Terra há altuns anos, onde começou sua família. Tendo herdado suas habilidades de Sonhadora de sua própria mãe, quando sua filha mais nova, Nia, inesperadamente as herda em vez de Maeve, Isabel a encoraja a aceitar seu destino antes de sucumbir a uma picada de aranha mortal pouco tempo depois.
- Jerry (interpretado por Brennan Mejia) - O parceiro de drogas de Kevin, cujo produto é alterado por acaso e é roubado pelos Filhos da Liberdade.
- Kevin Huggins (interpretado por Lukas Gage) - O parceiro de drogas de Jerry, cujo produto é alterado por acaso e é roubado pelos Filhos da Liberdade.
- Paul Nal (interpretado por Garwin Sanford) - O pai humano de Nia e Maeve, ele levou o sobrenome Nal quando se casou com a mãe Isabel. Um homem doce e gentil, ele ama sua esposa e confia nela instintivamente. Devastado por sua morte repentina, ele ainda segue as instruções que ela lhe dá em um sonho de dar discretamente a Nia sua fantasia de super-herói sem avisar Maeve.
- Pam Ferrer / Menagerie (interpretada por Jessica Meraz) - Uma ladra de joias que se uniu a um simbionte alienígena semelhante a uma cobra, transformando-a na vilã superpotente Menagerie. Depois que ela matou seu parceiro Chuck e outras pessoas, Menagerie foi confrontada por Supergirl, Caçador de Marte, Brainiac 5 e Alex Danvers. A luta deles atraiu a atenção dos Filhos da Liberdade. Quando Menagerie planejava roubar o baile de máscaras, ela encontrou Nia Nal quando Supergirl e George Lockwood apareciam. Enquanto ela conseguiu subjugar a Supergirl, o alienígena parecido com uma cobra no Menagerie foi decapitado por George Lockwood. O Presidente Baker fez um exemplo de Menagerie e a prendeu. Enquanto estava na cela, Menagerie recebeu uma agradável carta de Manchester Black. Mais tarde, ela escapa com ele e ajuda a formar a Elite.
- Hat (interpretado por Louis Ozawa Changchien) - Um alienígena cujo chapéu tem propriedades da 5ª Dimensão. Ele se junta à Elite para ajudar Manchester Black a lidar com o fanatismo anti-alienígena dos Filhos da Liberdade e a ineficácia do governo e da D.E.O.. Mxyzptlk mencionou mais tarde que Hat era um velho amigo que roubou seu chapéu.
- Bitsie Teschmacher (interpretada por Jill Morrison) - A prima de Eve Teschmacher, mãe de duas meninas. Ela teve câncer e reside em um hospício.
- Steve Lomelli (interpretado por Willie Garson) - Um preso em Stryker's Island que conhecia Lex Luthor.
- Margo (interpretado por Patti Allan) - Um membro idoso do Leviatã que interagiu com Eve Teschmacher e Andrea Rojas.

### Introduzidos na quinta temporada
- Mallory (interpretada por Ellexis Wejr) - Uma garota que Malefic posa enquanto ele reunia componentes para fazer um projetor da Zona Fantasma para lançar Midnight.
- Hope (dublada por Kari Wahlgren) - Uma I.A. que foi criado por Lena Luthor. Depois de mapear o cérebro de Eve Teschmacher, Lena carrega Hope no corpo de Eve.
- Midnight (interpretada por Jennifer Cheon Garcia) - A manifestação física da escuridão e uma vilã assassino libertado da Zona Fantasma. Ela foi libertada por Malefic para se vingar de J'onn J'onzz, que a colocou lá.
- Pete Andrews (interpretado por Sean Astin) - Um homem que Malefic posa para se aproximar de Kelly.
- Caroline O'Connor (interpretada por Brea St. James) - Uma comandante das forças especiais que é possuída por simbiontes Aurafacianos semelhantes a aranhas, que lhe conferem habilidades de aranhas. Depois que Alex remove os parasitas, Caroline é morta por um agressor desconhecido que mais tarde se tornou Acrata.
- Breathtaker (interpretado por Luisa D'Oliveira) - Uma assassina aerocinética do Leviatã que foi encarregada de matar Elaine Torres, sendo impedida pela Supergirl e entregue à D.E.O.
- Rip Roar / Russel Rogers (interpretado por Nick Sagar) - Um velho amigo de William Dey e ex-namorado de Andrea Rojas. Embora se acreditasse ter sido morto em um acidente, ele foi secretamente transformado em um assassino blindado chamado Rip Roar, armado com tentáculos retráteis, depois que Andrea disse à líder do Leviatã, Margot, que ele poderia ser útil a eles. Ele foi enviado para causar uma erupção no Ártico e inundar as cidades costeiras do mundo, sendo impedido por Supergirl e Caçador de Marte. Devido à sua armadura, o último não conseguia ler sua mente. As notícias da apreensão de Rip Roar chegaram ao Leviatã quando Margot designou Andrea para recuperá-lo. Depois que Andrea o liberta, ela tenta fugir com Rip Roar, mas ele é morto por um agente invisível do Leviatã, agora que cumpriu seu objetivo. Quando a Terra-Prime é formada após a Crise, William declara a Kara que ele suspeita que a família Luthor tenha o eliminado para adquirir sua empresa.
- Bernardo Rojas (interpretado por Steven Bauer) - O pai de Andrea Rojas.
- Representante masculino do Leviatã (interpretado por Duncan Fraser) - Um membro do Leviatã idoso ainda sem nome que convence Andrea a tomar o medalhão Acrata e que lhe disse de onde vieram suas habilidades após a morte de Rip Roar.
- Rama Khan (interpretado por Mitch Pileggi) - Um membro de alto escalão do Leviatã com geocinesia que vem à Terra do planeta irmão de Krypton, Jarhanpur, durante a era dos dinossauros. Ele também foi responsável pelo grande dilúvio que resultou na construção da Arca de Noé, na destruição de Pompeia, no terremoto de Antioquia, no dilúvio do rio Amarelo e no ciclone Bhola. Depois de liderar as forças de Leviatã contra a Supergirl e fracassá-las em um plano de formação de supervulcões que envolvia a força vital de Acrata, ele é substituído por Gamemnae.
- Gamemnae (interpretado por Cara Buono) - Um membro de alto escalão do Leviatã que também veio à Terra do planeta irmão Jarrypur, de Krypton, durante a era dos dinossauros. Ela se encarrega das operações do Leviatã após as inúmeras falhas de Rama Khan. Após a crise em que a Terra-Prime foi formada, Gamemnae visitou Andrea na Obsidian Tech, posando como membro do conselho de diretores Gemma Cooper. Ao experimentar as lentes de realidade virtual, ela faz algumas ideias sobre como Andrea pode melhorá-las. Lex Luthor a localizou e a convenceu a permitir que a LuthorCorp ajudasse a melhorar o próximo projeto Obsidian Platinum. Conquistada pelos conselhos de Lex, Gemma instrui Andrea a ter a Obsidian Tech colaborando com a LuthorCorp. Mais tarde, Gemma manda Margo informar ao Annointed que a LuthorCorp está em suas garras exatamente como planejado.
- Alexander Knox (interpretado por Robert Wuhl) - Um repórter da Terra-89.
- Dick Grayson (interpretado por Burt Ward) - Uma versão envelhecida de Robin da Terra-66.
- Lyla Michaels / Precursora (interpretada por Audrey Marie Anderson) - Uma agente da A.R.G.U.S. e a esposa de John Diggle, que se torna a Percursora depois que o Monitor a recruta para ajudá-lo a evitar a crise iminente. Anderson reprisa o papel de Arrow.
- Ray Palmer / Atomo (interpretado por Brandon Routh) - Um cientista e inventor capaz de encolher e crescer para tamanhos imensos enquanto veste um traje especial e também um membro das Lendas. Routh reprisa seu papel de Arrow e Legends of Tomorrow.
- Mia Smoak (interpretada por Katherine McNamara) - A filha de Oliver Queen que foi trazida do ano de 2040 pelo Monitor. McNamara reprisa seu papel de Arrow.
- Amy Sapphire (interpretada por Camille Sullivan) - Uma clorofila que planejava se vingar de Andrea Rojas por demitir seu marido Todd por causa de seu vício em realidade virtual e depois por suicídio. Ela então atacou o núcleo de poder da Obsidian Tech antes de ser derrotada pela Supergirl.

Kate Micucci participou como guia de um museu em "Horizonte Negro". Wil Wheaton e Griffin Newman participaram em "Crise nas Infinitas Terras, Parte 1", como manifestantes do dia do juízo final e anfitriões da noite, respectivamente. Alan Ritchson, Curran Walters e Russell Tovey fazem participações não creditadas em "Crise nas Infinitas Terras, Parte 1", como Hank Hall / Rapina e Jason Todd / Robin da Terra-9 e Ray Terrill / The Ray, respectivamente.

## Aparições
| Ator                   | Personagem                             | Supergirl | Supergirl | Supergirl | Supergirl | Supergirl | Total Geral |
| Ator                   | Personagem                             | 1         | 2         | 3         | 4         | 5         | Total Geral |
| ---------------------- | -------------------------------------- | --------- | --------- | --------- | --------- | --------- | ----------- |
| Melissa Benoist        | Kara Zor-El / Kara Danvers / Supergirl | 20        | 22        | 23        | 22        | 19        | 106         |
| Chyler Leigh           | Alex Danvers                           | 19        | 21        | 23        | 21        | 19        | 103         |
| David Harewood         | J'onn J'onzz / Caçador de Marte        | 19        | 22        | 23        | 20        | 19        | 103         |
| Mehcad Brooks          | James Olsen / Guardião                 | 20        | 17        | 19        | 21        | 4         | 81          |
| Jeremy Jordan          | Winslow "Winn" Schott Jr.              | 20        | 22        | 22        | -         | 3         | 67          |
| Calista Flockhart      | Cat Grant                              | 20        | 4         | 1         | 1         | -         | 26          |
| Chris Wood             | Mon-El                                 | -         | 22        | 19        | -         | 1         | 42          |
| Floriana Lima          | Maggie Sawyer                          | -         | 18        | 5         | -         | -         | 23          |
| Katie McGrath          | Lena Luthor                            | -         | 12        | 19        | 20        | 17        | 68          |
| Odette Annable         | Samantha Arias / Régia                 | -         | -         | 20        | -         | 1         | 21          |
| Jesse Rath             | Brainac 5                              | -         | -         | 6         | 21        | 19        | 46          |
| Nicole Maines          | Nia Nal / Sonhadora                    | -         | -         | -         | 17        | 14        | 31          |
| Samuel Witwer          | Ben Lockwood / Agente Liberdade        | -         | -         | -         | 17        | 1         | 18          |
| Azie Tesfai            | Kelly Olsen                            | -         | -         | -         | 7         | 17        | 24          |
| Staz Nair              | William Dey                            | -         | -         | -         | -         | 15        | 15          |
| Julie Gonzalo          | Andrea Rojas                           | -         | -         | -         | -         | 14        | 14          |
| Recorrentes            |                                        |           |           |           |           |           |             |
| Helen Slater           | Eliza Danvers                          | 4         | 2         | 2         | 3         | 1         | 12          |
| Briana Venskus         | Vasquez                                | 12        | 1         | 1         | -         | -         | 14          |
| Peter Facinelli        | Maxwell Lord                           | 14        | -         | -         | -         | -         | 14          |
| Jenna Dewan-Tatum      | Lucy Lane                              | 13        | -         | -         | -         | -         | 13          |
| Chris Vance            | Non                                    | 9         | -         | -         | -         | -         | 9           |
| Malina Weissman        | Kara Zor-El / Kara Danvers (Criança)   | 7         | -         | -         | -         | -         | 7           |
| Italia Ricci           | Siobhan Smythe / Banshee Prateada      | 5         | -         | -         | -         | -         | 5           |
| Glenn Morshower        | Sam Lane                               | 4         | -         | -         | -         | -         | 4           |
| Laura Benanti          | Astra In-Ze                            | 7         | -         | -         | -         | -         | 7           |
| Laura Benanti          | Alura Zor-El                           | 8         | 1         | -         | -         | -         | 9           |
| Erica Durance          | Alura Zor-El                           | -         | -         | 10        | -         | 1         | 11          |
| Brenda Strong          | Lillian Luthor                         | -         | 11        | 1         | 4         | 3         | 19          |
| Sharon Leal            | M'gann M'orzz / Miss Marte             | -         | 7         | 2         | -         | 3         | 12          |
| Curtis Lum             | Demos                                  | -         | 4         | 3         | -         | -         | 7           |
| Tyler Hoechlin         | Kal-El / Clark Kent / Superman         | -         | 4         | -         | 1         | 1         | 6           |
| Teri Hatcher           | Rhea                                   | -         | 8         | -         | -         | -         | 8           |
| Ian Gomez              | Snapper Carr                           | -         | 8         | -         | -         | -         | 8           |
| Tamzin Merchant        | Lyra Strayd                            | -         | 5         | -         | -         | -         | 5           |
| Carl Lumbly            | M'rynn J'onzz                          | -         | -         | 11        | 2         | 2         | 15          |
| Anjali Jay             | Selena                                 | -         | -         | 10        | -         | 1         | 11          |
| Chad Lowe              | Thomas Coville                         | -         | -         | 7         | -         | 1         | 8           |
| Emma Tremblay          | Ruby Arias                             | -         | -         | 15        | -         | -         | 15          |
| Amy Jackson            | Imra Ardeen / Moça de Saturno          | -         | -         | 9         | -         | -         | 9           |
| Krys Marshall          | Julia Freeman / Pureza                 | -         | -         | 5         | -         | -         | 5           |
| Adrian Pasdar          | Morgan Edge                            | -         | -         | 4         | -         | -         | 4           |
| Robert Baker           | Ottis Graves/Metallo                   | -         | -         | -         | 8         | 1         | 9           |
| Donna Benedicto        | Reiff                                  | -         | -         | -         | 5         | 3         | 8           |
| April Parker Jones     | Coronel Lauren Haley                   | -         | -         | -         | 12        | -         | 12          |
| Bruce Boxleitner       | Phil Baker                             | -         | -         | -         | 10        | -         | 10          |
| Jaymee Mak             | Mackenzie                              | -         | -         | -         | 8         | -         | 8           |
| Graham Verchere        | George Lockwood                        | -         | -         | -         | 7         | -         | 7           |
| David Ajala            | Manchester Black                       | -         | -         | -         | 7         | -         | 7           |
| Sarah Smyth            | Lydia Lockwood                         | -         | -         | -         | 5         | -         | 5           |
| Anthony Konechny       | Raymond Jensen/Parasite                | -         | -         | -         | 5         | -         | 5           |
| Rhona Mitra            | Mercy Graves                           | -         | -         | -         | 4         | -         | 4           |
| Francoise Robertson    | Sarah Walker                           | -         | -         | -         | 4         | -         | 4           |
| Jon Cryer              | Lex Luthor                             | -         | -         | -         | 3         | 8         | 11          |
| Patti Allan            | Margot                                 | -         | -         | -         | 1         | 7         | 8           |
| Cara Buono             | Gemma Cooper                           | -         | -         | -         | -         | 8         | 8           |
| Phil LaMarr            | Malefic J'onzz                         | -         | -         | -         | -         | 7         | 7           |
| Mitch Pileggi          | Rama Khan                              | -         | -         | -         | -         | 4         | 4           |
| Convidados             |                                        |           |           |           |           |           |             |
| Grant Gustin           | Barry Allen / Flash                    | 1         | 1         | 1         | 1         | 1         | 5           |
| Brit Morgan            | Leslie Willis / Curto-Circuito         | 2         | 1         | 1         | -         | -         | 4           |
| Dean Cain              | Jeremiah Danvers                       | 3         | 3         | -         | -         | -         | 6           |
| Laura Vandervoort      | Indigo                                 | 3         | -         | -         | -         | -         | 3           |
| Lynda Carter           | Olivia Marsdin                         | -         | 3         | -         | 2         | -         | 5           |
| Kevin Sorbo            | Lar Gand                               | -         | 3         | -         | -         | -         | 3           |
| Jessica Parker Kennedy | Nora West-Allen                        | -         | -         | 1         | -         | -         | 1           |
| Elizabeth Tulloch      | Lois Lane                              | -         | -         | -         | 1         | 1         | 2           |
| Burt Ward              | Cidadão da Terra-66                    | -         | -         | -         | -         | 1         | 1           |